# ナカイの窓
『ナカイの窓』（ナカイのまど）は、日本テレビ系列で2012年10月11日 から2019年3月27日まで、水曜日の『プラチナイト』枠で放送されていた心理トークバラエティ番組。カタカナではあるが中居正広の冠番組である。

## 概要
人気芸能人の心の中を、トークと心理分析で明らかにするバラエティ番組。中居正広と毎回異なるゲストMC（主にお笑い芸人）が、各テーマによって集められた芸能人とトークを繰り広げる。それを心理分析集団「ココロジスト」が観察し、番組の最後に「○○な人」が発表され（主にネガティブな悪い - テーマに反する - 内容であるが、稀にポジティブな良い内容の場合もある）、出演者の深層心理を明らかにする。番組名は「ジョハリの窓」から。番組内でサカナクションの楽曲が使われている。
オープニングCGではロンドン・エレクトリシティの「Meteorites」のうちピアノリフ部分が使用されている。2014年に入るとオープニング無しで本編に入っていたが、3月19日放送分から復活したが、現在はまたオープニングは廃止されている。エンディング前には、中居自身の心理分析結果も発表されていた。2013年5月4日、初のゴールデン枠進出となる2時間スペシャルが放送された。
当初は23:58 - 翌0:53に放送されていたが、2013年10月から放送時間を1分遅らせ、23:59 - 翌0:54 に変更となった。
現時点での最高視聴率は、レギュラー回では2016年9月21日放送回の9.7%、SP回では2015年9月30日放送回の14.1%（いずれもビデオリサーチ調べ。関東地区・世帯・リアルタイム）。
2018年4月から番組内容が大幅にリニューアルされた。番組側（中居・ゲストMC・ゲスト）が様々な場所に出張し、そこにまつわる人とトークするスタイルとなったが、同年10月からはスタジオ収録回も復活・併用している。
2019年3月で終了、同時に『プラチナイト』水曜版においての日本テレビ制作枠も撤退することとなり、後番組は在名基幹系列局である中京テレビ（東海広域圏）制作の『それって!?実際どうなの課』が開始。同年4月6日から『プラチナイト』枠の「金曜版」が土曜0時30分 - 0時59分（全編ローカルセールス枠番組『プラチナプラス』枠の後枠扱い）に増枠され、そのレギュラー新番組として中居が司会の新番組『新・日本男児と中居』が令和元年5月4日から放送されている（4月いっぱいはつなぎ番組として特番を編成）。最終回は中居から「このメンバーで会うことは2度とないです。もう2度と共演できないかも知れないという気持ちでやってほしい」と述べていた。全員で乾杯してから、最後のエンディングロールで、SMAPの『オレンジ』をBGMに、過去の名場面ダイジェストで放送し、「6年半ご覧頂きありがとうございました。」のテロップと出演者の記念写真で番組は終了した。『ナカイの窓』としては今後、特番が放送されるかは未定のままであったが、同年9月22日の22:30 - 23:25に当番組のスタッフが手掛ける特番『中居正広の【悲報】館』が放送され、2020年3月29日の22:30 - 23:25には第2弾が放送された。

### 復活SP
2024年11月29日から番組公式のXが4年8カ月ぶりに再始動。「ふと思い出す　あの楽しかった日々を」「つい心の声を投稿してしまったらすごい反響…！」「かならずまた会いたいと思ってます」「つながってくれていた皆様　ありがとう」「決めたことは必ず実行します」「定期的に投稿もしていきます」と縦読みすると「ふつかつ（ふっかつ）決定」と読める投稿が続けられ、12月10日に約6年ぶりとなる復活スペシャルの放送が決定したことを発表。しかし放送前の12月19日発売の女性セブンにて中居の女性トラブルが報道された。復活スペシャルは12月27日22:00 - 23:24に予定通り放送され、放送終了時には「またお会いできる日を楽しみに…」のテロップが表示されたが、年が明けた2025年1月23日に中居は芸能界引退を表明したため、最初で最後の復活スペシャルとなった。

### テロップ回数ランキング
毎年ゲストMCが集まる回で発表されている、コメントのテロップ化回数のランキング。
| 2013年           | 2014年           | 2015年           | 2016年             |
| ---------------- | ---------------- | ---------------- | ------------------ |
| 陣内智則（38.3） | 陣内智則（16.1） | 山里亮太（33）   | 近藤春菜（26.8）   |
| 若林正恭（21.5） | 山里亮太（15.1） | 陣内智則（25）   | 綾部祐二（20.3）   |
| 山里亮太（19.7） | 若林正恭（14.6） | 近藤春菜（22）   | バカリズム（19.8） |
| 向井慧（14.3）   | 綾部祐二（14.2） | 綾部祐二（19）   | 山里亮太（19.3）   |
| 吉村崇（8）      | 柴田英嗣（12.3） | あばれる君（11） | 陣内智則（16.8）   |
| -                | 向井慧（9.5）    | -                | -                  |

## 出演者

### メインMC
- 中居正広 - 「MC」というよりも聞き役に徹することが多い。中居以外の「○○を知る人」の回では、名目上ではゲストMC（#放送リスト参照）となる。

### ゲストMC
※以下の者が週替わりで担当。ここでは、出演回数の多い者のみ記載。
- 陣内智則
- 山里亮太（南海キャンディーズ） - 最多出演者。一時期裏番組出演のため出演休止した時期がある。復帰の際はドッキリが仕掛けられた。
- 綾部祐二（ピース）- 渡米のため出演停止となったが、そのまま番組が終了したため事実上の途中降板。
- 近藤春菜（ハリセンボン）
- バカリズム
- 矢作兼（おぎやはぎ）
- トシ（タカアンドトシ）
- 若林正恭（オードリー）
- 指原莉乃（HKT48）

### ココロジスト
基本的に以下の中から4名が出演。2018年4月のリニューアルにより心理分析コーナーは終了したが、2019年3月6日放送分「最後のスタジオ収録 酒飲みSP」で限定復活した。
- 池袋絵意知（表情心理研究家）
- 大竹真一郎（総合内科専門医）
- 小高千枝（心理カウンセラー）-2013年8月に精神病患者を侮辱する内容のコラムを女性総合サイトに掲載し苦情が殺到したが、再三の警告を無視して謝罪や訂正文の掲載を行わず拒否を続けたため降板となった。
- 久瑠あさ美（メンタルトレーナー）
- 齋藤勇（対人心理学者）
- 斉藤恵一（メンタルコーディネーター）
- 篠田潤子（社会心理学者）
- 匠英一（認知科学者）
- 塚越友子（心理カウンセラー）
- 出口保行（犯罪心理学者）
- TO-RU（心理カウンセラー）
- 晴香葉子（心理作家）
- 藤本昌樹（臨床心理学者）
- 別府武彦（メンタルケア研究家）
- 森川陽太郎（メンタルトレーナー）
- 矢幡洋（臨床心理士）
- 山名裕子（臨床心理士）

## 主なシリーズ企画
○○VS○○
「昭和 VS 平成」「犬派 VS 猫派」といったように、2つのジャンルに属するゲストに魅力などを語ってもらう。
NGワードの窓
ゲーム企画の1つ。中居・ゲストMCを含む8人の頭上にモニターがセットされ、それぞれ言ってはいけない「NGワード」が設定。各自NGワードを言わないようにしつつ、ほかの人が言うようにトークを進めていく。一度でもNGワードを言ってしまうと失格（その後のトークには参加でき、まだ残っている参加者を落としにかかることも可能）。最後まで残った人が優勝となる。
○○世代
中居と年齢の近い「中居世代（1970年代前半生まれ）」をはじめ、山里と年齢の近い「山里世代（1970年代後半生まれ）」、パンサー向井と年齢の近い「向井世代（1980年代半ば生まれ）」など近い世代のメンバーでトークを行う。
芸能プロダクション
各ゲストが所属するプロダクションを代表し、プロダクションの特徴などを語る。
○○を知る人
特定の人物に対し、仕事でよく共演する芸能人や、プライベートで仲のいい一般人など、表・裏ともにその人物を知る人たちが集まり、その人に対して語ってもらう。なお、この回ではMCはテーマとなっている人物が務め、中居はあくまでゲストMCとして進行する。
覆面の窓
ゲストが覆面を被って出演、トークをしながら誰なのか当てていく。

## 放送リスト
※各回のテーマは、2018年3月までは「〇〇（テーマ）SP」。2018年4月以降は「ナカイの窓×〇〇（テーマ）」となる回もある。
| 2012年 | 2012年         | 2012年             | 2012年                           | 2012年                         | 2012年 |
| 回     | 放送日時       | テーマ             | 分析テーマ                       | ゲスト・サポートMC             | ゲスト |
| ------ | -------------- | ------------------ | -------------------------------- | ------------------------------ | --- |
| 1      | 10月11日（木） | ブレイク芸能人     | 来年消える人                     | 渡部建（アンジャッシュ）       | 栗原類、児嶋一哉（アンジャッシュ）、鈴木奈々、芹那、嗣永桃子（当時Berryz工房）、平成ノブシコブシ                                         |
| 2      | 10月17日       | 新婚ホヤホヤ芸能人 | すぐに離婚する人                 | 藤森慎吾（オリエンタルラジオ） | 東貴博、磯野貴理子、熊田曜子、小森純、中田敦彦（オリエンタルラジオ）、藤本敏史（FUJIWARA）、堀ちえみ                                     |
| 3      | 10月24日       | おバカ芸能人       | 芸能界一のリアルなおバカ         | 矢作兼（おぎやはぎ）           | 岩橋良昌（プラスマイナス）、小木博明（おぎやはぎ）、坂口杏里、濱口優（よゐこ）、元木大介、ロッシー（野性爆弾）、和田彩花（スマイレージ） |
| 4      | 10月31日       | セレブ芸能人       | 金は持っているけど心がド貧乏な人 | 矢作兼（おぎやはぎ）           | 有村昆、篠山輝信、ソンミ、ハジメ（フォーリンラブ）、福徳秀介（ジャルジャル）、山本優希、ラフルアー宮澤エマ                               |
| 5      | 11月7日        | おネエ芸能人       | 本当は男の中の男                 | 矢作兼（おぎやはぎ）           | IKKO、クリス松村、COCO、広海・深海、真島茂樹、米山ババ子                                                                                 |
| 6      | 11月14日       | イケメン芸能人     | イケメンだけど心がブサイクな男   | 山里亮太（南海キャンディーズ） | 井上裕介（NON STYLE）、北見寛明（当時ベイビーギャング）、JOY、中村昌也、細川茂樹、美月凛音、渡部建（アンジャッシュ）                     |
| 7      | 11月21日       | 二世芸能人         | 芸能人の素質ナシ!                | 矢作兼（おぎやはぎ）           | 東貴博、Emi、京本大我、品川祐（品川庄司）、徳光正行、仁科仁美                                                                            |
| 8      | 11月29日（木） | アイドル           | 脱いじゃう人                     | 山里亮太（南海キャンディーズ） | 秋元才加（当時AKB48）、生田衣梨奈（モーニング娘。）、カブトムシゆかり、島崎和歌子、谷澤恵里香、南明奈、吉木りさ                          |
| 9      | 12月6日（木）  | 女芸人             | 女としての幸せをつかめない人     | 山里亮太（南海キャンディーズ） | チキチキジョニー、江上敬子（ニッチェ）、大島美幸（森三中）、川村エミコ（たんぽぽ）、椿鬼奴、友近                                         |
| 10     | 12月13日（木） | 傑作選&未公開      | 傑作選&未公開                    | 傑作選&未公開                  | 傑作選&未公開 |

| 2013年 | 2013年         | 2013年                    | 2013年                       | 2013年                                           | 2013年 |
| 回     | 放送日時       | テーマ                    | 分析テーマ                   | ゲスト・サポートMC                               | ゲスト |
| ------ | -------------- | ------------------------- | ---------------------------- | ------------------------------------------------ | --- |
| 11     | 1月9日         | ネクストブレーク芸能人    | 今年ブレイクしない人         | 山里亮太（南海キャンディーズ）                   | 亜里沙、さらば青春の光、CHIE、バイきんぐ、パンサー、ベリッシモ・フランチェスコ |
| 12     | 1月17日（木）  | 一発屋芸人                | 2013年再ブレイクする男       | 吉村崇（平成ノブシコブシ）                       | コウメ太夫、長州小力、鼠先輩、波田陽区、髭男爵、レイザーラモンHG（レイザーラモン） |
| 13     | 1月23日        | ものまね芸人              | 向いてない人!                | いとうあさこ                                     | 神奈月、コロッケ、桜井ちひろ、福田彩乃、ホリ、松村邦洋河口こうへい、ざわちん、翔子、ビューティーこくぶ |
| 14     | 1月30日        | コンプレックス芸能人      | コンプレックスで不幸になる人 | 綾部祐二（ピース）                               | 植野行雄（デニス）、白鳥久美子（たんぽぽ）、陣内智則、春香クリスティーン、又吉直樹（ピース）、モト冬樹、諸見里大介（当時ハム）                                                                                            |
| 15     | 2月6日         | カリスマ                  | 実は普通の人                 | 矢作兼（おぎやはぎ）                             | たむらけんじ、壇蜜、平田広明、振付稼業air:man、舞川あいく、与沢翼 |
| 16     | 2月20日        | 貧乏芸能人                | 将来億万長者になる!          | 塚地武雅（ドランクドラゴン）                     | えとう窓口（Wエンジン）、大溝清人（バッドボーイズ）、熊谷岳大（ガリットチュウ）、田村裕（麒麟）、仲谷明香（当時AKB48）、馬場園梓（アジアン）、ユージ                                                                      |
| 17     | 2月27日        | プライベート大公開        | 裏表が激しすぎる芸能人       | 山里亮太（南海キャンディーズ）                   | 虻川美穂子（北陽）、磯山さやか、木下隆行（TKO）、ケンドーコバヤシ、高田延彦、LiLiCo |
| 18     | 3月6日         | アスリート                | ただの筋肉バカ               | 矢作兼（おぎやはぎ）                             | 杉山愛、武井壮、武田修宏、立石諒、花田虎上、槙原寛己 |
| 19     | 3月13日        | ブサイク芸人              | 顔も心もパーフェクトブサイク | 若林正恭（オードリー）                           | 飯尾和樹（ずん）、井上裕介（NON STYLE）、大久保佳代子（オアシズ）、加藤歩（ザブングル）、キンタロー。、八幡カオル、山里亮太（南海キャンディーズ）                                                                         |
| 20     | 3月20日        | 厳選トークアワード        | 中居正広を暴く               | 山里亮太（南海キャンディーズ）                   | - |
| 21     | 4月11日（木）  | 真夜中の女子会            | 一生幸せになれない女         | 眞鍋かをり                                       | 菊地亜美（当時アイドリング!!!）、NANA（MAX）、はるな愛、古澤未来、道端アンジェリカ、光浦靖子（オアシズ） |
| 22     | 4月18日（木）  | ジャニヲタ                | ただのストーカー             | 山里亮太（南海キャンディーズ）                   | 有岡大貴（Hey! Say! JUMP）、大林素子、春日俊彰（オードリー）、クリス松村、児嶋一哉（アンジャッシュ）、冨浦智嗣、松本美香                                                                                                  |
| 23     | 4月24日        | 中居世代                  | 寂しい老後を送る人           | 向井慧（パンサー）                               | 小島慶子、島崎和歌子、陣内智則、土田晃之、渡部建（アンジャッシュ） |
| 24     | 5月2日（木）   | 関東芸人VS関西芸人        | 本当は地元を愛していない人   | 遠藤章造（ココリコ）                             | 東貴博（Take2）、品川祐（品川庄司）、土田晃之、矢作兼（おぎやはぎ）岡田圭右（ますだおかだ）、後藤淳平（ジャルジャル）、陣内智則、藤本敏史（FUJIWARA）                                                                     |
| 25     | 5月8日         | 未公開                    | 未公開                       | 未公開                                           | 未公開 |
| 26     | 5月15日        | おネエ2                   | おネエの中のおネエ           | 矢作兼（おぎやはぎ）                             | アマゾネス・ダイアン、カルーセル麻紀、クリス松村、たけうち亜美、楽しんご、前田健西村瑞樹（バイきんぐ） |
| 27     | 5月22日        | マザコン芸能人            | 将来親を裏切る人             | 土田晃之                                         | 石田明（NON STYLE）親子、木下隆行（TKO）親子、小島よしお親子、佐藤かよ親子 |
| 28     | 5月29日        | 不思議ちゃん              | 本当は普通の人               | 山里亮太（南海キャンディーズ）                   | 市川美織（当時AKB48）、ウド鈴木（キャイ〜ン）、千秋、鳥居みゆき、内藤大助、もう中学生 |
| 29     | 6月6日（木）   | カリスマ2                 | 実は普通の人                 | 山里亮太（南海キャンディーズ）                   | 梅沢富美男、椎名ひかり、蝶野正洋、博多華丸・大吉、V.I（BIGBANG） |
| 30     | 6月12日        | 話術の窓                  | -                            | 森圭介（日本テレビアナウンサー）                 | 東貴博（Take2）、品川祐（品川庄司）、土田晃之、矢作兼（おぎやはぎ）遠藤章造（ココリコ）、岡田圭右（ますだおかだ）、後藤淳平（ジャルジャル）、陣内智則、藤本敏史（FUJIWARA）                                               |
| 30     | 6月12日        | NGワードの窓              | -                            | -                                                | 木下隆行（TKO）、小島よしお、佐藤かよ、土田晃之 |
| 30     | 6月12日        | 中居世代 未公開           |                              |                                                  | |
| 31     | 6月19日        | 恋多き芸能人              | 一生幸せになれない人         | 矢作兼（おぎやはぎ）                             | 陣内智則、武田修宏、中村愛、バービー（フォーリンラブ）、MALTA、マイケル富岡、山路徹佐久間一行、山里亮太（南海キャンディーズ）                                                                                             |
| 32     | 6月26日        | ツッコミ芸人              | ツッコミに向いていない人     | 向井慧（パンサー）                               | 岡田圭右（ますだおかだ）、伊達みきお（サンドウィッチマン）、堤下敦（インパルス）、橋本直（銀シャリ）、山里亮太（南海キャンディーズ）、礼二（中川家）                                                                      |
| 33     | 7月4日（木）   | 俳優                      | 俳優失格!                    | 綾部祐二（ピース）                               | 今井雅之、大鶴義丹、金子昇、カンニング竹山、高橋英樹、マギー |
| 34     | 7月11日（木）  | アイドル2                 | もうすぐ消えるアイドル       | 山里亮太（南海キャンディーズ）                   | 朝日奈央（当時アイドリング!!!）、井森美幸、篠崎愛、雛形あきこ、森崎まみ、保田圭 |
| 35     | 7月17日        | 中居世代2                 | 今日浮いていた人             | 小島瑠璃子                                       | ケンドーコバヤシ、スギちゃん、土田晃之、友近、礼二（中川家）、渡部陽一 |
| 36     | 7月24日        | NGワードの窓2             | -                            | -                                                | 岡田圭右（ますだおかだ）、伊達みきお（サンドウィッチマン）、堤下敦（インパルス）、橋本直（銀シャリ）、向井慧（パンサー）、山里亮太（南海キャンディーズ）、礼二（中川家）                                                  |
| 36     | 7月24日        | ツッコミ芸人 未公開トーク |                              |                                                  | |
| 36     | 7月24日        | イメージの窓              | -                            | 小島瑠璃子                                       | ケンドーコバヤシ、スギちゃん、土田晃之、友近、礼二（中川家）、渡部陽一 |
| 36     | 7月24日        | 話術の窓2                 | -                            | 森圭介（日本テレビアナウンサー）                 | 綾部祐二（ピース）、カンニング竹山、マギー今井雅之、大鶴義丹、金子昇、高橋英樹 |
| 37     | 7月31日        | 真夜中の女子会2           | 生涯孤独な女                 | 河本準一（次長課長）                             | いとうあさこ、川村エミコ（たんぽぽ）、紅蘭、鈴木奈々、福田彩乃、眞鍋かをり |
| 38     | 8月7日         | 軍団対決                  | 軍団を滅ぼす人               | 向井慧（パンサー）                               | 水道橋博士（浅草キッド）、三又又三、アル北郷河本準一（次長課長）、黒瀬純（パンクブーブー）、藤森慎吾（オリエンタルラジオ）                                                                                                |
| 39     | 8月14日        | モテない男たち            | キング・オブもてない男       | 坪倉由幸（我が家）                               | 武井壮、田中卓志（アンガールズ）、中岡創一（ロッチ）、武蔵、村松利史、山里亮太（南海キャンディーズ）マイケル富岡 |
| 40     | 8月21日        | ものまね芸人2             | 向いてない人                 | 矢作兼（おぎやはぎ）                             | 清水アキラ、花香よしあき、原口あきまさ、ミラクルひかる、やしろ優あっくん、小田嶋政志、鈴木麻由、TAIZO、みはる、山口治樹（デルピエロ）                                                                                     |
| 41     | 8月28日        | スベリ芸の達人            | 本当は面白い人               | 陣内智則                                         | 岡田圭右（ますだおかだ）、尾形貴弘（パンサー）、狩野英孝、児嶋一哉（アンジャッシュ）、小島よしお、鈴木拓（ドランクドラゴン）、村上ショージ                                                                                |
| 42     | 9月4日         | 趣味にハマりすぎ芸能人    | 芸能人を辞めた方がいい人     | 矢作兼（おぎやはぎ）                             | 小沢一敬（スピードワゴン）、金田哲（はんにゃ）、品川祐（品川庄司）、細川茂樹、光浦靖子（オアシズ）、村井美樹、森脇健児R藤本、海山昆布、関川翼（カッコントウ）、千葉ドラゴン、バード238、山本正剛（BAN BAN BAN）、渡部一丁 |
| 43     | 9月12日（木）  | 芸能プロダクション        | 独立する人                   | 陣内智則                                         | 岡田圭右（ますだおかだ）、小沢一敬（スピードワゴン）、鈴木奈々、土田晃之、中澤裕子、矢作兼（おぎやはぎ）アルコ&ピース、なすなかにし、松本なつこ、モーニング娘。                                                           |
| 44     | 9月19日（木）  | 傑作選                    | 傑作選                       | 傑作選                                           | 傑作選 |
| 45     | 9月25日        | 禁断の深夜編              | 禁断の深夜編                 | 禁断の深夜編                                     | 禁断の深夜編 |
| 46     | 10月3日（木）  | 中居世代3                 | 最も問題がある人             | 小島瑠璃子                                       | 陣内智則、土田晃之、椿鬼奴、はるな愛、丸岡いずみ、森島寛晃荻野目洋子 |
| 47     | 10月23日       | 二世芸能人2               | 芸能人の素質ナシ             | 若林正恭（オードリー）                           | 会一太郎、赤井沙希、東貴博、小堺翔太、ニック（タイムボム）、FABiANA |
| 48     | 10月31日（木） | NGワードの窓3             | -                            | -                                                | 岡田圭右（ますだおかだ）、小沢一敬（スピードワゴン）、陣内智則、鈴木奈々、土田晃之、中澤裕子、矢作兼（おぎやはぎ） |
| 48     | 10月31日（木） | イメージの窓2             | -                            | 小島瑠璃子                                       | 陣内智則、土田晃之、椿鬼奴、はるな愛、丸岡いずみ |
| 48     | 10月31日（木） | 話術の窓3                 | -                            | 上重聡（日本テレビアナウンサー）                 | ロッチ山里亮太（南海キャンディーズ）、陣内智則、秋山竜次（ロバート） |
| 48     | 10月31日（木） | カラオケ イントロクイズ   | -                            | 小島瑠璃子                                       | ケンドーコバヤシ、スギちゃん、土田晃之、友近、礼二（中川家）、渡部陽一 |
| 49     | 11月6日        | 湘南を愛する人達          | 湘南に愛情が無い人           | 山里亮太（南海キャンディーズ）                   | 石原良純、SU（RIP SLYME）、立石諒、徳光正行、ほんこん |
| 50     | 11月14日（木） | コントの達人              | コントを愛していない人       | 山里亮太（南海キャンディーズ）                   | かもめんたる、陣内智則、ロッチ、ロバート |
| 51     | 11月20日       | 最近話題の芸能人          | もうすぐ世間に飽きられる人   | 陣内智則                                         | ゲッターズ飯田、ダレノガレ明美、デニス、ハマカーン、マキタスポーツ、美奈子 |
| 52     | 11月28日（木） | 1周年記念                 | 1周年記念                    | 1周年記念                                        | 1周年記念 |
| 53     | 12月4日        | リーダー                  | リーダーに向いていない人     | 山里亮太（南海キャンディーズ）                   | 梅田彩佳（当時AKB48）、出川哲朗、NANA（MAX）、東国原英夫、松木安太郎 |
| 54     | 12月12日（木） | 軍団対決2                 | 軍団を滅ぼす人               | 向井慧（パンサー）                               | 関根勤、飯尾和樹（ずん）、岩井ジョニ男（イワイガワ）、花香よしあき森脇健児、団長安田（安田大サーカス）、かみじょうたけし、石原祐美子（チキチキジョニー）                                                                  |
| 55     | 12月19日（木） | 話したい窓                | 人間関係を上手く作れない人   | 山里亮太（南海キャンディーズ）向井慧（パンサー） | IVAN、井上裕介（NON STYLE）、今井華、坂上忍、武井壮、向井慧（パンサー） |

| 2014年 | 2014年         | 2014年                     | 2014年                         | 2014年                                   | 2014年 |
| 回     | 放送日時       | テーマ                     | 分析テーマ                     | ゲスト・サポートMC                       | ゲスト |
| ------ | -------------- | -------------------------- | ------------------------------ | ---------------------------------------- | --- |
| 56     | 1月8日         | ゲストMC                   | もう呼ばれない人               | 陣内智則、山里亮太（南海キャンディーズ） | 陣内智則、向井慧（パンサー）、山里亮太（南海キャンディーズ）、吉村崇（平成ノブシコブシ）、若林正恭（オードリー）                                                               |
| 57     | 1月16日（木）  | 芸能プロダクション2        | 事務所を辞めた方がいい人       | 山里亮太（南海キャンディーズ）           | コカドケンタロウ（ロッチ）、小島よしお、伊達みきお（サンドウィッチマン）、手島優、博多大吉（博多華丸・大吉）、久本雅美ウーマンラッシュアワー、ケチン・ダ・コチン、チェリー吉武 |
| 58     | 1月22日        | メダリスト                 | 過去の栄光に縛られている人     | 陣内智則                                 | 池谷幸雄、清水宏保、武田美保、宮下純一、山本博、吉田秀彦 |
| 59     | 1月29日        | 地元を愛する人             | 地元を愛していない人           | 若林正恭（オードリー）                   | 春日俊彰（オードリー）、杉村太蔵、新山千春、ネゴシックス、博多大吉（博多華丸・大吉）、眞鍋かをり、礼二（中川家）なっちゃん、メロン熊                                           |
| 60     | 2月5日         | 話したい窓2                | 本当の自分を隠している人       | 山里亮太（南海キャンディーズ）           | 岡田圭右（ますだおかだ）、河本準一（次長課長）、平愛梨、西村和彦、林下清志水口靖一郎（ソラシド）、やしろ優                                                                     |
| 61     | 2月26日        | 中居世代4                  | 精神年齢が小学生レベルな人     | 小島瑠璃子                               | 岡野雅行、品川祐（品川庄司）、田中律子、土田晃之、濱口優（よゐこ）KONTA、椿鬼奴、レイザーラモンRG（レイザーラモン）                                                            |
| 62     | 3月5日         | 趣味にハマりすぎ芸能人2    | 実はハマっていない人           | 山里亮太（南海キャンディーズ）           | 板倉俊之（インパルス）、岩尾望（フットボールアワー）、小島よしお、柴田英嗣（アンタッチャブル）、千秋、ヒデ（ペナルティ）Juice=Juice                                            |
| 63     | 3月12日        | 真夜中の女子会3            | 一生幸せになれない女           | 河本準一（次長課長）                     | 筧美和子、川村エミコ（たんぽぽ）、島崎和歌子、たかまつなな、hitomi中島健人（Sexy Zone）                                                                                        |
| 64     | 3月19日        | 完全未公開                 | 完全未公開                     | 完全未公開                               | 完全未公開 |
| 65     | 3月27日（木）  | NGワードの窓4              | -                              | -                                        | 川村エミコ（たんぽぽ）、河本準一（次長課長）、坂上忍、hitomi、村本大輔（ウーマンラッシュアワー）                                                                               |
| 65     | 3月27日（木）  | イメージの窓3              | -                              | 青木源太（日本テレビアナウンサー）       | 伊達みきお（サンドウィッチマン）、手島優、山里亮太（南海キャンディーズ）、吉村崇（平成ノブシコブシ）                                                                           |
| 65     | 3月27日（木）  | 見破りの窓                 | -                              | 上重聡（日本テレビアナウンサー）         | 河本準一（次長課長）、平愛梨山里亮太（南海キャンディーズ）、岡田圭右（ますだおかだ）、小島瑠璃子                                                                               |
| 65     | 3月27日（木）  | NGワードの窓 名勝負        |                                |                                          | |
| 66     | 4月2日         | 問題児                     | 本当はただの良い人             | 山里亮太（南海キャンディーズ）           | 小林香菜（当時AKB48）、坂上忍、杉田かおる、鈴木拓（ドランクドラゴン）、村本大輔（ウーマンラッシュアワー）                                                                      |
| 67     | 4月17日（木）  | ボクサー                   | ボクシングに愛がない人         | 陣内智則                                 | 井岡弘樹、具志堅用高、高野人母美、竹原慎二、山崎静代（南海キャンディーズ） |
| 68     | 4月23日        | 軍団対決3                  | 軍団を破滅させる人             | 向井慧（パンサー）                       | 天野ひろゆき（キャイ〜ン）、ビビる大木、平愛梨、三瓶具志堅用高、NANA（MAX）、山本博（ロバート）、上地春奈                                                                      |
| 69     | 4月30日        | 山里世代（○○世代5）        | 中居世代を超える人             | 陣内智則                                 | 綾部祐二（ピース）、鈴木紗理奈、DAIGO、魔裟斗、山里亮太（南海キャンディーズ）、若林正恭（オードリー）立川俊之                                                                  |
| 70     | 5月7日         | プロ野球を語ろう           | 本当は野球を愛してない人       | 山里亮太（南海キャンディーズ）           | 今井翼、風見しんご、加藤晴彦、陣内智則、出川哲朗 |
| 71     | 5月14日        | 俳優2                      | 役者に向いていない人           | 吉村崇（平成ノブシコブシ）               | 伊吹吾郎、酒井敏也、鈴木浩介、千原せいじ（千原兄弟）、中村昌也 |
| 72     | 5月21日        | 芸能プロダクション3        | 社長の座を狙っている人         | 綾部祐二（ピース）                       | 佐藤藍子、関根勤、出川哲朗、ホラン千秋、若林正恭（オードリー）さくら学院、流れ星                                                                                               |
| 73     | 5月28日        | お嫁に行きたい女たち       | 一生お嫁に行けない人           | 礼二（中川家）                           | 大林素子、川村エミコ（たんぽぽ）、三倉茉奈、矢吹春奈、吉澤ひとみ |
| 74     | 6月4日         | 次世代ゲストMC             | ゲストMCをやる人               | 山里亮太（南海キャンディーズ）           | 狩野英孝、菊地亜美（アイドリング!!!）、柴田英嗣（アンタッチャブル）、西野亮廣（キングコング）、吉村崇（平成ノブシコブシ）                                                      |
| 75     | 6月12日（木）  | 傑作選                     | 傑作選                         | 傑作選                                   | 傑作選 |
| 76     | 6月19日（木）  | 趣味にハマりすぎ芸能人3    | 実はハマっていない人           | 柴田英嗣（アンタッチャブル）             | 天野ひろゆき（キャイ〜ン）、馬と魚、福田彩乃、桝太一（日本テレビアナウンサー）、松村邦洋梅田幸和（日本アンリ・ファーブル会）                                                   |
| 77     | 6月25日        | 一発ギャグの達人           | ギャグを愛していない人         | 山里亮太（南海キャンディーズ）           | RG（レイザーラモン）、多田健二（COWCOW）、ちゅうえい（流れ星）、FUJIWARA伊藤広大（こりゃめでてーな）、江崎峰史（ゆったり感）、平野ノラ、蛭川慎太郎（インポッシブル）、ペペ     |
| 78     | 7月2日         | 向井世代（○○世代6）        | 中居世代を超える人             | 陣内智則                                 | あばれる君、石川梨華、大沢あかね、北山宏光（Kis-My-Ft2）、向井慧（パンサー）平野ノラ、前田由紀                                                                                 |
| 79     | 7月9日         | 有名人の嫁                 | 嫁失格!                        | 河本準一（次長課長）                     | 青田典子、太田光代、亀井京子、武田美保、東尾理子 |
| 80     | 7月17日（木）  | コンプレックス芸能人2      | コンプレックスに押しつぶさる人 | 陣内智則                                 | 綾部祐二（ピース）、アンミカ、飯尾和樹（ずん）、佐々木誉、平愛梨 |
| 81     | 7月23日        | グルメ                     | 料理を愛していない人           | 若林正恭（オードリー）                   | 東貴博、石神秀幸、彦摩呂、森崎友紀、渡部建（アンジャッシュ） |
| 82     | 7月30日        | NGワードの窓5              | -                              | -                                        | 大林素子、狩野英孝、柴田英嗣（アンタッチャブル）、西野亮廣（キングコング）、矢吹春奈                                                                                           |
| 82     | 7月30日        | 見破りの窓2                | -                              | 上重聡（日本テレビアナウンサー）         | 酒井敏也、中村昌也関根勤、綾部祐二（ピース）、出川哲朗 |
| 82     | 7月30日        | 話術の窓4                  | -                              | 上重聡（日本テレビアナウンサー）         | 石川梨華、北山宏光（Kis-My-Ft2）陣内智則、大沢あかね、向井慧（パンサー） |
| 82     | 7月30日        | 該当者の窓                 | -                              | 青木源太（日本テレビアナウンサー）       | 東貴博、綾部祐二（ピース）、石神秀幸、おのののか、陣内智則 |
| 83     | 8月6日         | 禁断の深夜編               | 禁断の深夜編                   | 禁断の深夜編                             | 禁断の深夜編 |
| 84     | 8月13日        | ムダに明るい人達           | 本当は暗い人                   | 山里亮太（南海キャンディーズ）           | 岡田圭右（ますだおかだ）、かねきよ勝則（新宿カウボーイ）、金田朋子、鈴木奈々、ルー大柴                                                                                         |
| 85     | 8月20日        | 軍団対決4                  | 軍団を滅ぼす人                 | 北山宏光（Kis-My-Ft2）                   | 千原ジュニア（千原兄弟）、タケト、中本幸一（ツーナッカン）いとうあさこ、大久保佳代子（オアシズ）、椿鬼奴                                                                       |
| 86     | 8月27日        | 旅好き芸能人               | 本当は家にいたい人             | 若林正恭（オードリー）                   | 春日俊彰（オードリー）、黒沢かずこ（森三中）、篠山輝信、松村邦洋、宮本和知 |
| 87     | 9月3日         | ミュージシャン             | 最も音楽を愛してる人           | 陣内智則                                 | 相川七瀬、井上裕介（NON STYLE）、木根尚登（TM NETWORK）、SHOGO（175R）、DJ KOO（TRF）                                                                                          |
| 88     | 9月10日        | 完全未公開                 | 完全未公開                     | 完全未公開                               | 完全未公開 |
| 89     | 9月18日（木）  | 沖縄VS北海道（○VS○2）      | 本当は地元を愛していない人     | 柴田英嗣（アンタッチャブル）             | 小島よしお、知念里奈、前川真悟（かりゆし58）吉村崇（平成ノブシコブシ）、菊地亜美、藤本美貴                                                                                     |
| 90     | 9月24日        | 母校を愛してます           | 母校を愛していない人           | 綾部祐二（ピース）                       | 池谷幸雄、宇治原史規（ロザン）、高橋真麻、東国原英夫、三浦奈保子BONITAS（東京女子大学チアダンス部）                                                                            |
| 91     | 10月8日        | 延長戦                     | 延長戦                         | 延長戦                                   | 延長戦 |
| 92     | 10月22日       | 今、売れてる女達           | -                              | 陣内智則                                 | IKKO、大久保佳代子、大渕愛子、金田朋子、マギー、山本美月山里亮太（南海キャンディーズ）、森渉                                                                                   |
| 93     | 10月29日       | イジられ芸能人             | 本当はもうイジられたくない人   | 河本準一（次長課長）                     | クリス松村、クロちゃん（安田大サーカス）、近藤春菜（ハリセンボン）、田中卓志（アンガールズ）、堤下敦（インパルス）                                                             |
| 94     | 11月5日        | 動物大好き芸能人           | 本当は動物が嫌いな人           | 綾部祐二（ピース）                       | 柴田英嗣（アンタッチャブル）、武井壮、DJ KOO（TRF）、前園真聖、南明奈 |
| 95     | 11月12日       | 歌ネタ芸人                 | 歌を愛していない人             | 河本準一（次長課長）                     | AMEMIYA、馬と魚、黒沢かずこ（森三中）、ダブルネーム、どぶろっくクマムシ、ケチン・ダ・コチン、ハロー植田                                                                        |
| 96     | 11月19日       | 世界で活躍するパフォーマー | 世界で活躍し続ける人           | 柴田英嗣（アンタッチャブル）             | KiLa、黄帝心仙人、陣内智則、Daichi、徳田耕太郎 |
| 97     | 11月26日       | 芸能プロダクション4        | 事務所のお荷物になる人         | 綾部祐二（ピース）                       | 荻原次晴、菊地亜美、玉袋筋太郎、日本エレキテル連合、MEGUMI馬鹿よ貴方は |
| 98     | 12月3日        | 森脇世代（○○世代7）        | もうすぐ忘れ去られる人         | 近藤春菜（ハリセンボン）                 | 岡田圭右（ますだおかだ）、木田優夫、杉本彩、武田修宏、森脇健児今井華、石井明美                                                                                                 |
| 99     | 12月11日（木） | ブサイク芸能人             | キング・オブブサイク!          | 向井慧（パンサー）                       | 小峠英二（バイきんぐ）、シソンヌ、塚地武雅（ドランクドラゴン）、中岡創一（ロッチ）、はら（ゆにばーす）、バービー（フォーリンラブ）                                             |
| 100    | 12月18日（木） | NGワードの窓6              | -                              | -                                        | いとうあさこ、北山宏光（Kis-My-Ft2）、鈴木奈々、山里亮太（南海キャンディーズ）、ルー大柴                                                                                       |
| 100    | 12月18日（木） | 見破りの窓3                | -                              | 上重聡（日本テレビアナウンサー）         | 木田優夫、岡田圭右（ますだおかだ）近藤春菜（ハリセンボン）、菊地亜美、MEGUMI                                                                                                   |
| 100    | 12月18日（木） | 未公開                     |                                |                                          | |
| 100    | 12月18日（木） | 話術の窓5                  | -                              | 佐藤義朗（日本テレビアナウンサー）       | DJ KOO（TRF）、堤下敦（インパルス）河本準一（次長課長）、近藤春菜（ハリセンボン）、田中卓志（アンガールズ）                                                                    |
| 101    | 12月24日       | 能年玲奈                   | 能年玲奈の知られざる素顔       | 東野幸治                                 | 能年玲奈シソンヌ、片桐はいり、篠原ともえ |

| 2015年 | 2015年         | 2015年                                 | 2015年                                 | 2015年                                                     | 2015年 |
| 回     | 放送日時       | テーマ                                 | 分析テーマ                             | ゲスト・サポートMC                                         | ゲスト |
| ------ | -------------- | -------------------------------------- | -------------------------------------- | ---------------------------------------------------------- | --- |
| 102    | 1月15日（木）  | 中居を知る人                           | 中居を嫌いな人                         | 田村淳（ロンドンブーツ1号2号）                             | 北山宏光（Kis-My-Ft2）、澤部佑（ハライチ）、島崎和歌子、SU（RIP SLYME）、出川哲朗、柳沢慎吾                                                |
| 103    | 1月21日        | 母校を愛してます2                      | 母校を愛していない人                   | 綾部祐二（ピース）                                         | 白鳥久美子（たんぽぽ）、陣内智則、立石諒、藤森慎吾（オリエンタルラジオ）、大和悠河                                                         |
| 104    | 1月28日        | 格闘家                                 | 格闘技に愛がない人                     | 陣内智則                                                   | 旭天鵬勝、篠原信一、魔裟斗、武藤敬司、RENA                                                                                                 |
| 105    | 2月4日         | 男だけで女を語ろう                     | 男の中の男                             | マギー                                                     | 入江慎也（カラテカ）、加藤晴彦、蟹江一平、千原ジュニア（千原兄弟）、向井慧（パンサー）小泉梓                                               |
| 106    | 2月11日        | ゲストMC2                              | -                                      | 陣内智則、若林正恭（オードリー）                           | 綾部祐二（ピース）、柴田英嗣（アンタッチャブル）、陣内智則、向井慧（パンサー）、山里亮太（南海キャンディーズ）、若林正恭（オードリー）     |
| 107    | 2月18日        | ゲストMC2                              | 中居と最も相性がいい人                 | 綾部祐二（ピース）、柴田英嗣（アンタッチャブル）、陣内智則 | 綾部祐二（ピース）、柴田英嗣（アンタッチャブル）、陣内智則、向井慧（パンサー）、山里亮太（南海キャンディーズ）、若林正恭（オードリー）     |
| 107    | 2月18日        | 中居を知る人 完全未公開                |                                        |                                                            | |
| 108    | 2月25日        | 兄弟・姉妹                             | 本当は仲が悪い兄弟                     | 陣内智則                                                   | 大和田伸也・大和田獏、河西里音・河西智美、出川雄一郎・出川哲朗、中川家（中川剛・中川礼二）、濱口優（よゐこ）・濱口善幸                     |
| 109    | 3月4日         | 離婚しちゃった芸能人                   | また離婚する人                         | 近藤春菜（ハリセンボン）                                   | 井戸田潤（スピードワゴン）、木下隆行（TKO）、田中律子、西川史子、宮﨑宣子                                                                  |
| 110    | 3月12日（木）  | マッチョ                               | ただの筋肉バカ                         | 陣内智則                                                   | 春日俊彰（オードリー）、金子賢、庄司智春（品川庄司）、武井藍、HG（レイザーラモン）鈴木雅（日本ボディビル選手権大会5連覇）                  |
| 111    | 3月19日（木）  | ダメ人間                               | 本当はダメじゃない人                   | 山里亮太（南海キャンディーズ）                             | アレクサンダー、蛭子能収、佐藤大（グランジ）、仁科克基、森田みいこ川崎希                                                                   |
| 112    | 3月25日        | 声のお仕事                             | 声の仕事が向いていない人               | 中川翔子                                                   | 神谷明、清水ミチコ、野沢雅子、牧野由依、山里亮太（南海キャンディーズ）                                                                     |
| 113    | 4月1日         | 有名人の嫁2                            | 嫁の鑑!                                | 河本準一（次長課長）                                       | 木佐彩子、古張由夏、西山茉希、藤本美貴、矢沢心                                                                                             |
| 114    | 4月8日         | 延長戦                                 | 延長戦                                 | 延長戦                                                     | 延長戦 |
| 115    | 4月29日        | 平成世代（○○世代8）                    | 平成世代を引っ張っていく人             | 陣内智則                                                   | 井上尚弥 、中島健人（Sexy Zone）、8.6秒バズーカー 、HIKAKIN 、久松郁実小島よしお                                                           |
| 116    | 5月6日         | お笑いチャンピオン                     | 裸の王様                               | 井戸田潤（スピードワゴン）                                 | ウーマンラッシュアワー、シソンヌ、じゅんいちダビッドソン、NON STYLE、福田彩乃                                                              |
| 117    | 5月14日（木）  | 陣内を知る人（○○を知る人2）            | 陣内智則を嫌いな人                     | 中居正広 （陣内智則）                                      | 梶原雄太（キングコング）、SHEILA、高道淳史（プリンセス金魚）、桧山進次郎、宮脇舞依（KRD8）                                                 |
| 118    | 5月20日        | パパと娘                               | 娘を不幸にするパパ                     | 近藤春菜（ハリセンボン）                                   | 高橋英樹・高橋真麻、Mr.マリック・LUNA、西崎幸広・西崎莉麻、武藤敬司・武藤愛莉                                                              |
| 119    | 5月27日        | 絵を描くお仕事                         | -                                      | 山里亮太（南海キャンディーズ）                             | 川島邦裕（野性爆弾）、チョーヒカル、西野亮廣（キングコング）、原哲夫、326                                                                  |
| 120    | 6月3日         | 絵を描くお仕事                         | 愛情に飢えている人                     | 山里亮太（南海キャンディーズ）                             | 川島邦裕（野性爆弾）、チョーヒカル、西野亮廣（キングコング）、原哲夫、326                                                                  |
| 120    | 6月3日         | 該当者の窓2                            | -                                      | 上重聡（日本テレビアナウンサー）                           | 井上裕介（NON STYLE）、春日俊彰（オードリー）、篠山輝信、DJ KOO（TRF）、ラブリ                                                             |
| 120    | 6月3日         | NGワードの窓7                          | -                                      | -                                                          | 神谷明、木下隆行（TKO）、近藤春菜（ハリセンボン）、清水ミチコ、西川史子                                                                    |
| 120    | 6月3日         | 有名人の窓                             | -                                      | -                                                          | 井上裕介（NON STYLE）、じゅんいちダビッドソン、陣内智則、中島健人（Sexy Zone）、福田彩乃                                                   |
| 121    | 6月10日        | 世界で活躍するパフォーマー2            | 世界で活躍し続ける人                   | 陣内智則                                                   | 池田貴広、いっこく堂、蛯名健一、が〜まるちょば、魔耶一星                                                                                   |
| 122    | 6月17日        | 浮き沈み芸能人                         | もうひと花咲かせる人                   | 綾部祐二（ピース）                                         | 小島よしお、篠原ともえ、DJ KOO（TRF）、中村紀洋、森脇健児                                                                                  |
| 123    | 6月24日        | 中居抜きのゲストMC飲み会               | -                                      | -                                                          | 綾部祐二（ピース）、近藤春菜（ハリセンボン）、陣内智則、山里亮太（南海キャンディーズ）                                                     |
| 124    | 7月1日         | ダマされやすい人                       | -                                      | 若林正恭（オードリー）                                     | 池谷幸雄、春日俊彰（オードリー）、小峠英二（バイきんぐ）、平愛梨、藤田憲右（トータルテンボス）                                             |
| 125    | 7月9日（木）   | ダマされやすい人                       | 一生ダマされ続ける人                   | 若林正恭（オードリー）                                     | 池谷幸雄、春日俊彰（オードリー）、小峠英二（バイきんぐ）、平愛梨、藤田憲右（トータルテンボス）                                             |
| 125    | 7月9日（木）   | ミッションの窓                         | -                                      | 青木源太（日本テレビアナウンサー）                         | 綾部祐二（ピース）、橋本マナミ小島よしお、陣内智則、森脇健児                                                                               |
| 125    | 7月9日（木）   | NGワードの窓8                          | -                                      | -                                                          | 朝比奈彩、陣内智則、中村昌也、西野亮廣（キングコング）、山里亮太（南海キャンディーズ）                                                     |
| 126    | 7月15日        | 俳優芸人                               | 超一流俳優になる人                     | 柴田英嗣（アンタッチャブル）                               | 石倉三郎、木下隆行（TKO）、児嶋一哉（アンジャッシュ）、近藤春菜（ハリセンボン）、陣内智則                                                  |
| 127    | 7月22日        | ハダカ                                 | ただのヘンタイ                         | 陣内智則                                                   | 上島竜兵（ダチョウ倶楽部）、CIMA、とにかく明るい安村、野澤亘伸、橋本マナミ                                                                 |
| 128    | 7月29日        | デカイ人                               | 人間的に小さい人                       | 天野ひろゆき（キャイ〜ン）                                 | おにぎり（ニューロマンス）、熊井友理奈、篠原信一、中村昌也、鳴戸親方                                                                       |
| 129    | 8月5日         | 山里を知る人（○○を知る人3）            | 山里を嫌いな人                         | 中居正広 （山里亮太（南海キャンディーズ））                | 片岡正徳（オオカミ少年）、しずちゃん（南海キャンディーズ）、鈴木拓（ドランクドラゴン）、セパタクロウ、ネゴシックス、若林正恭（オードリー） |
| 130    | 8月12日        | 友達多いVS友達少ない（○VS○3）          | 自分にウソをついている人               | 陣内智則                                                   | 有村昆、入江慎也（カラテカ）、武井壮川村エミコ（タンポポ）、マツモトクラブ、山里亮太（南海キャンディーズ）                                 |
| 131    | 8月19日        | 次世代ゲストMC2                        | ゲストMCをやる人                       | 山里亮太（南海キャンディーズ）                             | あばれる君、コカドケンタロウ（ロッチ）、鈴木奈々、千賀健永（Kis-My-Ft2）、村本大輔（ウーマンラッシュアワー）金田朋子                       |
| 132    | 8月26日        | カードトークの窓                       | -                                      | -                                                          | あばれる君、井上裕介（NON STYLE）、大久保佳代子（オアシズ）、ケンドーコバヤシ、陣内智則、鈴木奈々、大和一孝（スパローズ）                  |
| 133    | 9月2日         | 伝統芸能                               | 伝統を守れない人                       | 近藤春菜（ハリセンボン）                                   | 和泉元彌、尾上松也、武田双雲、林家三平、吉田兄弟尾上隆松、尾上徳松、保科幹                                                                 |
| 134    | 9月9日         | スベリ芸の達人2                        | 本当は面白い人                         | 陣内智則                                                   | R藤本、篠宮暁（オジンオズボーン）、じゅんいちダビッドソン、ノッチ（デンジャラス）、村上ショージ、レッド吉田（TIM）                         |
| 134    | 9月9日         | 伝統芸能 未公開映像                    |                                        |                                                            | |
| 135    | 9月23日        | 来週水曜よる9時は「ナカイの窓2時間SP」 | 来週水曜よる9時は「ナカイの窓2時間SP」 | 来週水曜よる9時は「ナカイの窓2時間SP」                     | 来週水曜よる9時は「ナカイの窓2時間SP」 |
| 136    | 9月30日        | 軍団対決5                              | 軍団を滅ぼす人                         | ゴールデン延長戦                                           | ゴールデン延長戦 |
| 137    | 10月8日（木）  | 新垣結衣                               | 新垣結衣の知られざる素顔               | 田村淳（ロンドンブーツ1号2号）                             | 新垣結衣川島海荷、ゴンゾー、篠原信一、とにかく明るい安村、山里亮太（南海キャンディーズ）、ゆんぼだんぷ                                     |
| 138    | 10月21日       | 有名人の嫁3                            | 嫁の鑑!                                | 井戸田潤（スピードワゴン）                                 | 河村公美、髙田万由子、田中美保、本田朋子、松本伊代                                                                                         |
| 139    | 10月28日       | お酒大好き芸能人                       | 酒をやめた方がいい人                   | 山里亮太（南海キャンディーズ）                             | 植野行雄（デニス）、加賀美セイラ、佐藤仁美、篠原信一、なぎら健壱                                                                           |
| 140    | 11月4日        | 女芸人2                                | 女の幸せをつかむ人                     | 向井慧（パンサー）                                         | 阿佐ヶ谷姉妹、いとうあさこ、おかずクラブ、ハリセンボン、ふるやいなや（スーパーニュウニュウ）                                               |
| 141    | 11月11日       | 昭和世代VS平成世代（○VS○4）            | 時代錯誤な人                           | 陣内智則                                                   | 大鶴義丹、島崎和歌子、出川哲朗菊地亜美、こんどうようぢ、マギー                                                                             |
| 142    | 11月18日       | 次の恋を見つけたい女たち               | 次の恋で幸せになる人                   | 陣内智則                                                   | 坂口杏里、スザンヌ、新山千春、舟山久美子、わたなべるんるん                                                                                 |
| 143    | 11月25日       | 母校を愛する人（母校を愛してます3）    | 母校を愛していない人                   | あばれる君、山里亮太（南海キャンディーズ）                 | 厚切りジェイソン、狩野英孝、橋本清、桝太一（日本テレビアナウンサー）、山里亮太（南海キャンディーズ）                                       |
| 144    | 12月2日        | 芸能プロダクション5                    | 事務所を辞めた方がいい人               | 綾部祐二（ピース）                                         | 児嶋一哉（アンジャッシュ）、小峠英二（バイきんぐ）、小林麻耶、武井壮、hitomi                                                               |
| 145    | 12月10日（木） | NGワードの窓9                          | -                                      | -                                                          | 有末麻祐子、尾上松也、じゅんいちダビッドソン,、陣内智則、向井慧（パンサー）                                                                |
| 145    | 12月10日（木） | ミッションの窓2                        | -                                      | 辻岡義堂（日本テレビアナウンサー）                         | あばれる君、舟山久美子狩野英孝、桝太一（日本テレビアナウンサー）、山里亮太（南海キャンディーズ）                                           |
| 145    | 12月10日（木） | ナンバーの窓                           | -                                      | 上重聡（日本テレビアナウンサー）                           | 小峠英二（バイきんぐ）、山地まり綾部祐二（ピース）、小林麻耶、武井壮                                                                       |
| 146    | 12月30日       | 今年結婚した人                         | 離婚する人                             | 千原ジュニア（千原兄弟）                                   | おかもとまり、じゅんいちダビッドソン、チャンカワイ（Wエンジン）、成田童夢、山口もえ                                                        |

| 2016年 | 2016年        | 2016年                               | 2016年                                 | 2016年                                                        | 2016年 |
| 回     | 放送日時      | テーマ                               | 分析テーマ                             | ゲスト・サポートMC                                            | ゲスト |
| ------ | ------------- | ------------------------------------ | -------------------------------------- | ------------------------------------------------------------- | --- |
| 147    | 1月6日        | 春菜を知る人（○○を知る人4）          | -                                      | 中居正広 （近藤春菜（ハリセンボン））                         | 川村エミコ（たんぽぽ）、鈴木愛子、友近、西脇彩華（9nine）、箕輪はるか（ハリセンボン）、山崎静代（南海キャンディーズ）                                                                                   |
| 148    | 1月14日（木） | 2016年目が離せない人たち             | 10年後も目が離せない人                 | 陣内智則 （滝沢カレン、ナダル（コロコロチキチキペッパーズ）） | コロコロチキチキペッパーズ、滝沢カレン、トミタ栞 feat.レディビアード、前田けゑ、莉音 |
| 149    | 1月20日       | ラッパー                             | ワックな人                             | 近藤春菜（ハリセンボン）                                      | R-指定（Creepy Nuts）、入江慎也（カラテカ）、m.c.A・T、大地洋輔（ダイノジ）、LUNAR藤本、DJみそしるとMCごはん、バード238、山本正剛（BAN BAN BAN）、渡部一丁                                              |
| 150    | 1月27日       | ゲストMC3                            | 中居と海外ロケに行ける人               | ヒロミ                                                        | あばれる君、綾部祐二（ピース）、近藤春菜（ハリセンボン）、陣内智則、山里亮太（南海キャンディーズ） |
| 151    | 2月3日        | パパと娘2                            | 娘を不幸にするパパ                     | 山里亮太（南海キャンディーズ）                                | 北村晴男・北村まりこ、天龍源一郎・嶋田紋奈、宮澤ミシェル・宮沢セイラ、村上ショージ・バターぬりえチャド・マレーン（チャド・マレーン）                                                                    |
| 152    | 2月10日       | 元子役                               | 大物芸能人になる人                     | バカリズム                                                    | 内山信二、大沢あかね、加藤諒、小出由華、須賀健太黒沢かずこ（森三中） |
| 153    | 2月17日       | 人気作家                             | 本にしばられている人                   | 山里亮太（南海キャンディーズ）                                | 石田衣良、井上裕介（NON STYLE）、西村賢太、湊かなえ、山口恵以子 |
| 154    | 2月24日       | バラエティーの1席を奪い合う女たち    | バラエティー女王になれる人             | 陣内智則                                                      | 菊地亜美、小池美由、鈴木奈々、千秋、藤田ニコル、まえだゆう（predia） |
| 155    | 3月2日        | 元局アナ（元〇〇2）                  | フリーで大成功する人                   | 近藤春菜（ハリセンボン）                                      | 上田まりえ、亀井京子、佐々木正洋、高橋真麻、宮川俊二、渡辺真理 |
| 156    | 3月16日       | ハワイ                               | -                                      | -                                                             | 児嶋一哉（アンジャッシュ）、近藤春菜（ハリセンボン）、陣内智則、千賀健永（Kis-My-Ft2）、山里亮太（南海キャンディーズ）Maya                                                                              |
| 157    | 3月23日       | ハワイ                               | -                                      | -                                                             | 児嶋一哉（アンジャッシュ）、近藤春菜（ハリセンボン）、陣内智則、千賀健永（Kis-My-Ft2）、山里亮太（南海キャンディーズ）Maya                                                                              |
| 158    | 3月31日（木） | ハワイ大反省会                       | -                                      | -                                                             | 綾部祐二（ピース）、近藤春菜（ハリセンボン）、山里亮太（南海キャンディーズ） |
| 159    | 4月6日        | ゴールデン延長戦                     | ゴールデン延長戦                       | ゴールデン延長戦                                              | ゴールデン出演者内海和子、ダブルネーム |
| 160    | 4月14日（木） | 犬好きVS猫好き（○VS○5）              | ビジネスで飼っている人                 | 綾部祐二（ピース）                                            | 古閑美保、ドン小西、藤本敏史（FUJIWARA）アレクサンダー、坂本美雨、田中要次川崎希 |
| 161    | 4月27日       | NGワードの窓10                       | -                                      | -                                                             | いとうあさこ、おかずクラブ、向井慧（パンサー）、梨衣名 |
| 161    | 4月27日       | 6文字の窓                            | -                                      | 上重聡（日本テレビアナウンサー）                              | 天木じゅん、綾部祐二（ピース）、児嶋一哉（アンジャッシュ）、武井壮、hitomi |
| 161    | 4月27日       | ナンバーの窓2                        | -                                      | 青木源太（日テレアナウンサー）                                | じゅんいちダビッドソン、西脇彩華（9nine）川村エミコ（たんぽぽ）、千原ジュニア（千原兄弟）、チャンカワイ（Wエンジン）                                                                                    |
| 161    | 4月27日       | ミッションの窓3                      | -                                      | 青木源太（日テレアナウンサー）                                | あばれる君、宮沢セイラ高嶋香帆、天龍源一郎、山里亮太（南海キャンディーズ） |
| 162    | 5月4日        | 海外ドラマ大好き芸能人               | 海外ドラマを愛していない人             | 千原ジュニア（千原兄弟）                                      | 井上裕介（NON STYLE）、大石絵理、劇団ひとり、祐真キキ、吉村崇（平成ノブシコブシ）ハリウッドザコシショウ                                                                                                 |
| 163    | 5月11日       | ダンサー                             | ダンスを愛していない人                 | 近藤春菜（ハリセンボン）                                      | エグスプロージョン、工藤めぐみ、HIDEBOH、FISHBOY（RADIO FISH）、まこみなRADIO FISH（Show-hey、SHiN、つとむ）                                                                                            |
| 164    | 5月18日       | 趣味にハマりすぎ芸能人4              | 実は趣味にハマっていない人             | バカリズム                                                    | 浅川梨奈（SUPER☆GiRLS）、サイゲン大介、高山善廣、つるの剛士、山本昌 |
| 165    | 5月25日       | 格闘家2                              | 格闘技に向いてない人                   | 山里亮太（南海キャンディーズ）                                | 亀田興毅、亀田大毅、杉本美香、貴闘力、本間朋晃ギャビ・ガルシア |
| 166    | 6月1日        | モデル                               | モデル失格                             | 山里亮太（南海キャンディーズ）                                | 池田エライザ、SHIHO、とまん、みちょぱ、森理世 |
| 167    | 6月8日        | 陣内ありえへん（白塗り）             | 陣内くん これからもゲストMCよろしくね! | 中居正広 （陣内智則）                                         | 児嶋一哉（アンジャッシュ）、近藤春菜（ハリセンボン）、山里亮太（南海キャンディーズ）ケンドーコバヤシ、コウメ太夫、ゴー☆ジャス、トランプマン、山本正剛（BAN BAN BAN）                                    |
| 168    | 6月16日（木） | 楽器を弾く人                         | 楽器を愛していない人                   | 陣内智則                                                      | Ayasa、武田真治、新垣隆、マーティ・フリードマン、松岡みやび高木花菜 |
| 169    | 6月22日       | 友達といっしょ                       | 本当は相手を好きじゃない人             | 山里亮太（南海キャンディーズ）                                | 上島竜兵（ダチョウ倶楽部）&土田晃之、菊地亜美&ゆしん、平愛梨&三瓶、武井壮&バイク川崎バイク |
| 170    | 6月29日       | 有名人の嫁4                          | 嫁の鑑                                 | 千原ジュニア（千原兄弟）                                      | 秋山莉奈、井上和香、福田萌、藤沢あやの、松尾翠 |
| 171    | 7月6日        | 母校を愛してます4                    | 母校を愛していない人                   | 綾部祐二（ピース）                                            | 尾形貴弘（パンサー）、菊川怜、土屋巴瑞季、友利新、松井咲子高梨悠介（現役オセロ世界一） |
| 172    | 7月14日（木） | 野球VSサッカー（○VS○6）              | 競技を愛していない人                   | 近藤春菜（ハリセンボン）                                      | 高木豊、ダレノガレ明美、藤田憲右（トータルテンボス） 永里優季、ヒデ（ペナルティ）、福田正博 |
| 173    | 7月20日       | 覆面の窓                             | -                                      | 山里亮太（南海キャンディーズ）                                | レッド、グリーン、パープル、イエロー、ピンク、ブルー |
| 173    | 7月20日       | NGワードの窓11                       | -                                      | -                                                             | IMALU、KABA.ちゃん、小峠英二（バイきんぐ）、柴田英嗣（アンタッチャブル）、矢口真里、山里亮太（南海キャンディーズ）                                                                                      |
| 174    | 7月27日       | 声優（声のお仕事2）                  | 声優に向いていない人                   | 山里亮太（南海キャンディーズ）                                | 飯田里穂（μ's）、草尾毅、小山力也、タカオユキ（みみめめMIMI）、山寺宏一 |
| 175    | 8月3日        | 日本の文化（伝統芸能2）              | 歴史に名を残す人                       | 陣内智則                                                      | 2代目・市川春猿、岸野央明（DRUM TAO）、佐藤紳哉、立川談笑、平尾成志DRUM TAO |
| 176    | 8月11日（木） | 今 話題の人たち（最近話題の芸能人2） | 10年後も目が離せない人                 | バカリズム                                                    | 新子景視、小園凌央、三四郎、スーパー・ササダンゴ・マシン、生ハムと焼うどん |
| 177    | 8月18日（木） | 顔が残念な人                         | -                                      | 陣内智則                                                      | 伊藤麻希（LinQ）、北澤仁（ロビンソンズ）、斎藤司（トレンディエンジェル）、篠原信一、永野 |
| 178    | 8月24日       | 春日を知る人（○○を知る人5）          | 春日を嫌いな人                         | 中居正広 （春日俊彰（オードリー））                           | 佐藤満春（どきどきキャンプ）、ジャガー佐藤、中川パラダイス（ウーマンラッシュアワー）、水口健司、ゆうき（New コサージュ）、若林正恭（オードリー）店長（New コサージュ）                                  |
| 179    | 8月31日       | 元子役2（元〇〇3）                   | 大物芸能人になる人                     | 向井慧（パンサー）                                            | 瑛茉ジャスミン、黒田勇樹、さくらまや、野村佑香、福原遥、細山貴嶺 |
| 180    | 9月7日        | アスリート2                          | 日本スポーツ界の鑑                     | 武井壮                                                        | 小椋久美子、清水聡、瀬古利彦、瀧本誠、田中雅美、塚原直也 |
| 181    | 9月14日       | オタクな人                           | 現実に戻れない人                       | 陣内智則                                                      | 岩井勇気（ハライチ）、えなこ、向清太朗（天津）、217、松崎克俊（やさしい雨）、宮地真緒 |
| 182    | 9月21日       | お酒大好き芸能人2                    | 酒をやめた方がいい人                   | 近藤春菜（ハリセンボン）                                      | いとうあさこ、井戸田潤（スピードワゴン）、大久保佳代子（オアシズ）、中村静香、把瑠都、YOU守屋光治（MEN'S NON-NO専属モデル）                                                                             |
| 183    | 10月6日（木） | 覆面の窓2                            | -                                      | 陣内智則                                                      | レッド、グリーン、パープル、イエロー、ピンク、ブルー |
| 184    | 10月12日      | 渋谷VS原宿（○VS○7）                  | ただの田舎モン                         | 山里亮太（南海キャンディーズ）                                | アディ男、池田美優、ポテちゃん古関れん、ぺえ、りゅうちぇる |
| 185    | 10月19日      | 人気漫画家                           | 漫画にしばられている人                 | 山里亮太（南海キャンディーズ）                                | 板垣恵介、花沢健吾、福本伸行、水城せとな、森田まさのり |
| 186    | 10月26日      | 元局アナ2（元〇〇4）                 | フリーに向いていない人                 | 綾部祐二（ピース）                                            | 川田裕美、辻よしなり、馬場典子、本田朋子、宮島咲良 |
| 187    | 11月2日       | キャスティングの窓                   | -                                      | 陣内智則                                                      | 入江慎也（カラテカ）、菊地亜美大蜘蛛英紀（シンプル）、川藤幸三、 しげみちゃん、たかくら引越センター、中村歩、南條庄祐（すゑひろがりず）カミナリ、たかくら引越センター従業員、三島達矢（すゑひろがりず） |
| 188    | 11月9日       | 歌が上手い人                         | 歌を愛していない人                     | 近藤春菜（ハリセンボン）                                      | 青木隆治、クリス・ハート、斎藤司（トレンディエンジェル）、C&K、新妻聖子 |
| 189    | 11月16日      | ムダに明るい人たち2                  | 本当は暗い人                           | 山里亮太（南海キャンディーズ）                                | あっくん、あばれる君、サンシャイン池崎、田渕章裕（インディアンス）、平沼ファナ、ゆりやんレトリィバァあっくんファミリー、木村亮介（インディアンス）                                                      |
| 190    | 11月23日      | 子だくさん                           | 本当は子どもが苦手な人                 | 陣内智則                                                      | 扇子家玉四郎、土田晃之、ボビー・オロゴン、堀ちえみ、レッド吉田（TIM） |
| 191    | 11月30日      | チャンピオンなのに                   | 今後大ブレークする人                   | バカリズム                                                    | パンクブーブー、やまもとまさみ、ライス、笑い飯 |
| 192    | 12月8日（木） | 東大VSおバカ（○VS○8）                | どちらの方が幸せか?                    | 近藤春菜（ハリセンボン）                                      | 石井てる美、加藤ゆり、本村健太郎池田美優、森木俊介（ラフコン）、りゅうちぇる |
| 193    | 12月21日      | 外国人                               | 国へ帰った方がいい人                   | 綾部祐二（ピース）                                            | アイリス、イ・テガン、春香クリスティーン、パックン（パックンマックン）、星野ルネ、マルシア、梨衣名 |
| 194    | 12月28日      | 関東6県ガチンコ対決                  | 関東で一番魅力的な県                   | 武井壮                                                        | JOY、鈴木奈々、土田晃之、三浦大輔、山里亮太（南海キャンディーズ）、U字工事山田芳夫（くろば亭店主） |

| 2017年 | 2017年         | 2017年                                                   | 2017年                                                   | 2017年                                                   | 2017年 |
| 回     | 放送日時       | テーマ                                                   | 分析テーマ                                               | ゲスト・サポートMC                                       | ゲスト |
| ------ | -------------- | -------------------------------------------------------- | -------------------------------------------------------- | -------------------------------------------------------- | --- |
| 195    | 1月4日         | 美のカリスマ（カリスマ3）                                | 最も内面が美しい人                                       | 近藤春菜（ハリセンボン）                                 | 橘内茜、GENKI、近藤惣一郎、高木琢也、ピカ子 |
| 196    | 1月11日        | キャスティングの窓2                                      | -                                                        | 山里亮太（南海キャンディーズ）                           | 鈴木奈々、武田修宏片山勝三、サヤカ、ダイアン、男色ディーノ、槙野智章、ラモス瑠偉ローズヒップファニーファニー                                                                 |
| 197    | 1月19日（木）  | 放送200回                                                | 放送200回                                                | 山里亮太（南海キャンディーズ）                           | おもしろ名場面 BEST30 |
| 198    | 1月25日        | ドッキリ                                                 | ドッキリ                                                 | ドッキリ                                                 | キャスティングの窓2 番街編 |
| 198    | 1月25日        | ドッキリ                                                 | ドッキリ                                                 | ドッキリ                                                 | ドッキリ傑作選 |
| 199    | 2月8日         | 冬のロケ                                                 | -                                                        | 佐藤栞里、山里亮太（南海キャンディーズ）                 | 綾部祐二（ピース）、近藤春菜（ハリセンボン）、陣内智則、千賀健永（Kis-My-Ft2）、バカリズム平井俊介、ジャイアントジャイアン、大水洋介（ラバーガール）                         |
| 200    | 2月15日        | 白塗り                                                   | 顔は白いけど心は真っ黒な人                               | 陣内智則                                                 | イガグリ千葉（仙台貨物）、氏神一番（カブキロックス）、コウメ太夫、ゴー☆ジャス、樽美酒研二（ゴールデンボンバー）、山本正剛（BAN BAN BAN）                                     |
| 201    | 2月22日        | 覆面の窓3                                                | -                                                        | 綾部祐二（ピース）                                       | レッド、グリーン、パープル、イエロー、ピンク、ブルー |
| 202    | 3月1日         | 男女コンビ                                               | 一番相性の良いペア                                       | 近藤春菜（ハリセンボン）                                 | 相席スタート、Every Little Thing、織田慶治&渡辺理子ペア、南海キャンディーズ                                                                                                  |
| 203    | 3月8日         | 甘党男子VS辛党女子（○VS○9）                              | 今日無理していた人                                       | 陣内智則                                                 | 亀田興毅、藤本敏史（FUJIWARA）、本間朋晃ひかぷぅ、松井玲奈、横澤夏子林健治（蒙古タンメン中本新宿店店長）、蒙古タンメン中本新宿店従業員                                       |
| 204    | 3月23日（木）  | 関西のカリスマ（カリスマ4）                              | 東京に来ちゃいけない人                                   | 陣内智則                                                 | 川畑泰史、♥さゆり（かつみ♥さゆり）、月亭八光、円広志、ミキ、山本彩（NMB48）                                                                                                  |
| 205    | 3月29日        | セ・リーグを語ろう（○○を語ろう3）                        | 本当はファンじゃない人                                   | 山里亮太（南海キャンディーズ）                           | 秋野暢子、柴田阿弥、陣内智則、溜口佑太朗（ラブレターズ）、中畑清ジャイアントジャイアン                                                                                       |
| 206    | 4月5日         | 女子だけどこんなお仕事してます                           | ただの男                                                 | 陣内智則                                                 | あっこゴリラ、生田佳那、尾川智子、後藤あゆみ、八木かなえ |
| 207    | 4月13日（木）  | お久しぶりです                                           | 中居ともう会えない人                                     | 千原ジュニア（千原兄弟）                                 | 岡平健治、岸田健作、千堂あきほ、デーブ大久保、林下清志 |
| 208    | 4月19日        | ゴールデン友達といっしょ2&温泉ロケ未公開ザ・ツイスターズ | ゴールデン友達といっしょ2&温泉ロケ未公開ザ・ツイスターズ | ゴールデン友達といっしょ2&温泉ロケ未公開ザ・ツイスターズ | ゴールデン友達といっしょ2&温泉ロケ未公開ザ・ツイスターズ |
| 209    | 5月3日         | 趣味にハマりすぎ芸能人5                                  | 実は趣味にハマっていない人                               | バカリズム                                               | 相川七瀬、石山蓮華、里崎智也、谷+1。、鶴見辰吾 |
| 210    | 5月10日        | 双子芸能人                                               | 最強の双子                                               | 山里亮太（南海キャンディーズ）                           | ザ・たっち、ダイタク、三倉茉奈・三倉佳奈、蘭乃はな・すみれ乃麗 |
| 211    | 5月17日        | 演歌歌手                                                 | 演歌の道を踏み外す人                                     | 近藤春菜（ハリセンボン）                                 | 瀬川瑛子、徳永ゆうき、細川たかし、松阪ゆうき、水谷千重子 |
| 212    | 5月25日（木）  | キャスティングの窓3                                      | -                                                        | 井戸田潤（スピードワゴン）                               | つるの剛士、NANA（MAX）EXILE ÜSA、大岡新一、キック、中越節生 親子、REINA（MAX）                                                                                              |
| 213    | 5月31日        | 緊急蔵出し NON STYLE井上好き嫌い芸能人                   | 井上を最も愛している人                                   | 千原ジュニア（千原兄弟）                                 | 井上裕介（NON STYLE）片岡正徳（オオカミ少年）、河本準一（次長課長）、西川史子石田明（NON STYLE）、大石絵理、山里亮太（南海キャンディーズ）佐藤聖羅                           |
| 214    | 6月8日（木）   | 師匠と弟子                                               | 完璧な師弟関係                                           | トシ（タカアンドトシ）                                   | タカ（タカアンドトシ）&初恋タロー（初恋タロー）、なべかずお（ビックボーイズ）&塙宣之（ナイツ）、本並健治&丸山桂里奈、米村でんじろう&チャーリー西村羽生愁平（ビックボーイズ） |
| 215    | 6月14日        | 楽器を弾く人2                                            | 楽器を愛していない人                                     | 陣内智則                                                 | いぶくろ聖志、桑山哲也、塚越慎子、藤井尚之、村治佳織 |
| 216    | 6月21日        | 泣かせの窓                                               | -                                                        | 陣内智則                                                 | 大久保佳代子（オアシズ）、向井慧（パンサー）、山里亮太（南海キャンディーズ）加藤晴彦、菊地亜美、西川きよし、西川忠志親役の劇団員                                             |
| 217    | 6月28日        | 頑張るママ                                               | ママの鑑                                                 | バカリズム                                               | 大島美幸（森三中）、小倉優子、坂上みき、土屋アンナ、早野加奈赤ちゃんモデル親子                                                                                               |
| 218    | 7月5日         | うぬぼれの窓                                             | -                                                        | 佐藤栞里                                                 | 井戸田潤（スピードワゴン）、サンシャイン池崎、JOY小島瑠璃子、横澤夏子 |
| 219    | 7月13日（木）  | お笑い事務所（芸能プロダクション6）                      | 事務所を辞めた方がいい人                                 | 陣内智則                                                 | 天野ひろゆき（キャイ〜ン）・みやぞん（ANZEN漫才）、コカドケンタロウ（ロッチ）・ブルゾンちえみ、ダンディ坂野・小島よしお、ナイツ                                              |
| 220    | 7月19日        | ネットで火がついた人                                     | すぐに火が消えちゃう人                                   | 近藤春菜（ハリセンボン）                                 | erica、西本喜美子、パーマ大佐、フースーヤ、フォーリンデブはっしー |
| 221    | 7月26日        | 覆面の窓4                                                | -                                                        | 山里亮太（南海キャンディーズ）                           | レッド、グリーン、パープル、イエロー、ピンク、ブルー |
| 222    | 8月2日         | 歌が上手い人2                                            | 歌うことを心から愛している人                             | 陣内智則                                                 | 阿佐ヶ谷姉妹、鈴木瑛美子、高良豊（caino）、つるの剛士、ニコラス・エドワーズ横山紘子                                                                                          |
| 223    | 8月9日         | 我が区が1番!東京23区                                     | 実は我が区を愛していない人                               | 山里亮太（南海キャンディーズ）                           | ANZEN漫才、高橋真麻、玉袋筋太郎、ドン小西、はるな愛、藤井サチ |
| 224    | 8月16日        | バカリズムを知る人（○○を知る人6）                        | バカリズムを嫌いな人                                     | 中居正広 （バカリズム）                                  | 朝日奈央、おかゆ太郎、小宮浩信（三四郎）、千秋、細川智三、山里亮太（南海キャンディーズ）                                                                                     |
| 225    | 8月23日        | 色白VS色黒（○VS○10）                                     | 心が真っ黒な人                                           | 向井慧（パンサー）                                       | 中島香里、ぺえ、UsukeDevilぇりもっこり、松崎しげる、茂出木浩司 |
| 226    | 8月30日        | 芸能人親子大集合!うちの親ヘンです（親子出演2）           | 子をダメにする親                                         | 近藤春菜（ハリセンボン）                                 | 阿部祐二・阿部桃子親子、石田純一・いしだ壱成親子、河相我聞・河相沙羅親子、渡辺美奈代・矢島愛弥親子                                                                           |
| 227    | 9月7日（木）   | ニュースになった瞬間BEST15                               | ニュースになった瞬間BEST15                               | 陣内智則                                                 | ジャイアントジャイアン |
| 228    | 9月20日        | 私たち○○のプロです                                       | プロの中のプロ                                           | 陣内智則                                                 | 浅田斉吾、伊能恵子、木原直哉、水沢、りんか |
| 229    | 9月27日        | 母校を愛してます5                                        | 母校を愛していない人                                     | 山里亮太（南海キャンディーズ）                           | 伊東紗冶子、伊波杏樹、パックン（パックンマックン）、村上健志（フルーツポンチ）、夢眠ねむ（でんぱ組.inc）多摩美術大学縄研                                                     |
| 230    | 10月5日（木）  | うぬぼれの窓2                                            | -                                                        | 小島瑠璃子                                               | 内山信二、坪倉由幸（我が家）、ミキ、村本大輔（ウーマンラッシュアワー）平野ノラ、ぺえへえ                                                                                     |
| 231    | 10月11日       | ゲストMCやらせてください                                 | ゲストMCをやる人                                         | 山里亮太（南海キャンディーズ）                           | 阿諏訪泰義（うしろシティ）、梅澤廉（日本テレビアナウンサー）、滝沢カレン、ミキ、ゆいP（おかずクラブ）、吉村崇（平成ノブシコブシ）田渕章裕（インディアンス）                  |
| 232    | 10月25日       | DJ                                                       | 実はDJに向いてない人                                     | 陣内智則                                                 | DJ KAORI、DJ 鈴木亜美、DJ やついいちろう（エレキコミック）、DJ YUTO、DJ ROCKETMANCYBER JAPAN DANCERS                                                                         |
| 233    | 11月1日        | スー女VSプ女子（○VS○11）                                 | 男の体が好きなだけの人                                   | 河本準一（次長課長）                                     | アイリ、紺野美沙子、山根千佳神取忍、小池美由、三田佐代子飯伏幸太、伊橋剛太                                                                                                   |
| 234    | 11月8日        | キャスティングの窓4                                      | -                                                        | 向井慧（パンサー）                                       | JOY、みちょぱ池田京子、井深克彦、ちゃんみな、ピロムくん、れいぽよ |
| 235    | 11月15日       | カラダ自慢                                               | 不健康な人                                               | 指原莉乃（HKT48・当時STU48兼任）                         | 内山信二、片岡鶴太郎、金子賢、熊江琉唯、星間美佳上口香寿美、海老沼由浦 |
| 236    | 11月22日       | 理想の窓                                                 | 理想の相手が見つからない人                               | 陣内智則                                                 | 小峠英二（バイきんぐ）、誠子（尼神インター）、中岡創一（ロッチ）、バービー（フォーリンラブ）、バカリズムこうじ、スニル、もも、ゆき、よしえ                                   |
| 237    | 11月29日       | DIYにハマり過ぎている人                                  | 金の為にやっている人                                     | 滝沢カレン                                               | 佐田正樹（バッドボーイズ）、収納王子コジマジック、とよた真帆、本山早穂、ユージ                                                                                               |
| 238    | 12月7日（木）  | 昭和VS平成2 女芸人（○VS○12）                             | これからの時代、輝く人                                   | 河本準一（次長課長）                                     | 椿鬼奴、光浦靖子（オアシズ）、モモコ（ハイヒール）アンゴラ村長（にゃんこスター）、ガンバレルーヤ、たかまつなな赤嶺総理、いかちゃん、スーパー3助（にゃんこスター）            |
| 239    | 12月14日（木） | 師匠と弟子2                                              | 理想の師弟関係                                           | バカリズム                                               | 栄和人&川井梨紗子、五月千介&五月千和加、濱口優（よゐこ）&菊地優志（ワンワンニャンニャン）、マギー司郎&マギー審司                                                             |
| 240    | 12月20日       | 女子だけどこんなお仕事してます2                          | ただの男                                                 | 近藤春菜（ハリセンボン）                                 | 石橋美里、香川愛生、KINGレイナ、徳久亜耶、福田朋夏 |

| 2018年 | 2018年         | 2018年                              | 2018年                              | 2018年                           | 2018年 |
| 回     | 放送日時       | テーマ                              | 分析テーマ                          | ゲスト・サポートMC・進行         | ゲスト |
| ------ | -------------- | ----------------------------------- | ----------------------------------- | -------------------------------- | --- |
| 241    | 1月11日（木）  | オタク（オタクな人2）               | 一番のガチ勢                        | 山里亮太（南海キャンディーズ）   | 足立梨花、五木あきら、井上浩樹、前田登（はりけ〜んず）、松澤千晶、向清太朗（天津） |
| 242    | 1月17日        | グラビアレジェンド                  | これからもっと輝く人                | バカリズム                       | インリン、かとうれいこ、篠崎愛、細川ふみえ、山田まりや |
| 243    | 1月24日        | 海外生活楽しいよ                    | 海外生活に向いていない人            | トシ（タカアンドトシ）           | 阿部哲子、伊藤壇、岡島秀樹、武田久美子、デューク更家、中村江里子 |
| 244    | 1月31日        | 日テレアナウンサー                  | 日テレアナウンサーの顔になる人      | 陣内智則                         | 青木源太（日本テレビアナウンサー）、蛯原哲（日本テレビアナウンサー）、杉上佐智枝（日本テレビアナウンサー）郡司恭子（日本テレビアナウンサー）、滝菜月（日本テレビアナウンサー）、平松修造（日本テレビアナウンサー）                                                                                                 |
| 245    | 2月15日（木）  | お酒大好き芸能人3                   | 酒をやめた方がいい人                | 近藤春菜（ハリセンボン）         | 久保田かずのぶ（とろサーモン）、古閑美保、髙田延彦、土屋アンナ、ラズウェル細木大石真央、山里亮太（南海キャンディーズ） |
| 246    | 2月22日（木）  | ココロジストが選ぶ希少心理サンプル  | ココロジストが選ぶ希少心理サンプル  | 近藤春菜（ハリセンボン）         | ココロジスト |
| 247    | 2月28日        | ナカイの同窓会（モーニング娘。）    | ナカイの同窓会（モーニング娘。）    | 山里亮太（南海キャンディーズ）   | 飯田圭織、石川梨華、辻希美、中澤裕子、福田明日香、矢口真里、吉澤ひとみ |
| 248    | 3月7日         | 舞台で活躍する人                    | 舞台を愛していない人                | 指原莉乃（HKT48）                | 市村正親、中川家、新妻聖子、中村米吉、佐藤流司 |
| 249    | 3月14日        | ダイエットに成功した人              | いずれリバウンドする人              | 滝沢カレン                       | EICO、ダレノガレ明美、内藤未来、HIRO（安田大サーカス）、まぁこ |
| 250    | 3月21日        | 趣味にハマりすぎ芸能人6             | 実は趣味にハマっていない人          | 出川哲朗                         | 小柳ルミ子、黒沢薫（ゴスペラーズ）、レイザーラモンRG（レイザーラモン）、西村瑞樹（バイきんぐ）、佐藤かよ |
| 251    | 3月28日        | 私そんなにブスですか?               | 心もブスな人                        | バカリズム                       | 有村藍里、大久保佳代子（オアシズ）、西野未姫、野呂佳代、牧野ステテコ、八つ橋てまり日向カリーナ、未夢 |
| 252    | 4月4日         | 羽田空港                            | 羽田空港                            | 陣内智則                         | 滝沢カレン羽田空港で働く人 |
| 253    | 4月25日        | 水族館                              | 水族館                              | バカリズム                       | 田中直樹（ココリコ）水族館で働く人 |
| 254    | 5月3日（木）   | 法廷                                | 法廷                                | トシ（タカアンドトシ）           | 足立梨花阿曽ちゃん、榎本よしたか、菊地幸夫、清原博、若狭勝タカ（タカアンドトシ）、初恋タロー |
| 255    | 5月9日         | ホテル                              | ホテル                              | 山里亮太（南海キャンディーズ）   | 吉田羊ホテルで働く人 |
| 256    | 5月16日        | エイベックス（芸能プロダクション7） | エイベックス（芸能プロダクション7） | 近藤春菜（ハリセンボン）         | 飯豊まりえ古坂大魔王、DJ KOO（TRF）、持田香織（ELT）、エイベックスで働く人トニー・ジャン、ピコ太郎 |
| 257    | 5月23日        | 報道局                              | 報道局                              | 山里亮太（南海キャンディーズ）   | 泉里香青山和弘、岩本乃蒼（日本テレビアナウンサー）、桐谷美玲、下川美奈、松永新己報道局で働く人木原実 |
| 258    | 5月30日        | 楽器の世界（楽器を弾く人3）         | 楽器の世界（楽器を弾く人3）         | 陣内智則                         | 新妻聖子牛田智大、岡部磨知、GOT’S（FLOW）、辻本好美、MASAKing |
| 259    | 6月7日（木）   | 新宿二丁目（地域4）（おネエ2）      | 新宿二丁目（地域4）（おネエ2）      | 矢作兼（おぎやはぎ）             | 小柳ゆき一ノ瀬文香、新宿二丁目で働く人 |
| 260    | 6月14日（木）  | 結婚式                              | 結婚式                              | 近藤春菜（ハリセンボン）         | みやぞん（ANZEN漫才）有賀明美、徳光和夫、結婚式で働く人AMEMIYA、お見送り芸人しんいち、ゆるえもん、レインボー |
| 261    | 6月21日（木）  | 一流料理人                          | 一流料理人                          | 山崎弘也（アンタッチャブル）     | 秋元真夏（乃木坂46）落合務、笠原将弘、陳建一、向井聡美 |
| 262    | 6月28日（木）  | 科学                                | 科学                                | 陣内智則                         | 内田理央アオイエリカ（アンドロイドアナウンサー）、石黒浩、猪子寿之、大塚茂夫、米村でんじろう |
| 263    | 7月4日         | スポーツジム                        | スポーツジム                        | バカリズム                       | 若槻千夏完熟フレッシュ、佐藤ゴウ、田上舞子、なかやまきんに君、福池和仁 |
| 264    | 7月12日（木）  | ファッション                        | ファッション                        | 千原ジュニア（千原兄弟）         | 伊勢谷友介大瀧綾乃、茅野しのぶ、滝沢カレン、滝沢直己、ミーシャ・ジャネット |
| 265    | 7月18日        | よしもと（芸能プロダクション8）     | よしもと（芸能プロダクション8）     | 陣内智則                         | 広瀬アリス河本準一（次長課長）、白仁田佳恵、藤原寛、ゆりやんレトリィバァR藤本、おばたのお兄さん、キャベツ確認中、くっきー（野性爆弾）、スタジオカドタ、ツクロークン、ハイキングウォーキング、橋山メイデン、福島善成（ガリットチュウ）、ボヨンボヨン、漫才少爺、山本正剛（BAN BAN BAN）、横澤夏子、吉本興業で働く人 |
| 266    | 7月25日        | 秋葉原（地域5）（オタクな人3）      | 秋葉原（地域5）（オタクな人3）      | 指原莉乃（HKT48）                | 福士蒼汰歌広場淳（ゴールデンボンバー）、ゴトウ、ぴぃす、桃知みなみメイドカフェめいどりーみんで働く人 |
| 267    | 8月1日         | 住宅                                | 住宅                                | トシ（タカアンドトシ）           | ブルゾンちえみ岡啓輔、佐藤優希、西村龍雄、福吉奈津子西村瑞樹（バイきんぐ）、ニッチロー'、レインボー、駒沢公園ハウジングギャラリーで働く人 |
| 268    | 8月8日         | ホラー                              | ホラー                              | 陣内智則                         | 丸山桂里奈齊藤ゾンビ、島田秀平、清水崇、JIROJOY、西野未姫 |
| 269    | 8月15日        | 断捨離の窓                          | 断捨離の窓                          | 後藤晴菜（日テレアナウンサー）   | 陣内智則、バカリズム、ヒャダイン、山里亮太（南海キャンディーズ） |
| 270    | 8月22日        | 覆面の窓6                           | 覆面の窓6                           | 陣内智則                         | レッド、イエロー、グリーン、ピンク、ブルー |
| 271    | 8月29日        | 車                                  | 車                                  | 山崎弘也（アンタッチャブル）     | マギー片山右京、髙橋勝大、テリー伊藤、まるも亜希子 |
| 272    | 9月5日         | アニメ                              | アニメ                              | バカリズム                       | 加藤夏希梶裕貴、齋藤優一郎、May'n、米林宏昌 |
| 273    | 9月12日        | 美容                                | 美容                                | トシ（タカアンドトシ）           | おかずクラブアレン、田村俊人、松本拓馬、三谷麗奈 |
| 274    | 9月19日        | 美人女医                            | 美人女医                            | 近藤春菜（ハリセンボン）         | 小峠英二（バイきんぐ）白石美緒、関有美子、中島侑子、丸田佳奈、友梨香 |
| 275    | 9月26日        | 水泳                                | 水泳                                | 春日俊彰（オードリー）           | 中尾明慶足立聖弥、木村真野・紗野、寺内健、松本弥生じゅんいちダビッドソン |
| 276    | 10月3日        | 断捨離の窓2                         | 断捨離の窓2                         | 後藤晴菜（日テレアナウンサー）   | 近藤春菜（ハリセンボン）、滝沢カレン、モーリー・ロバートソン、山里亮太（南海キャンディーズ）山口めろん |
| 277    | 10月11日（木） | 番付の窓                            | 番付の窓                            | -                                | 指原莉乃（HKT48）、陣内智則、トシ（タカアンドトシ）、バカリズム |
| 278    | 10月17日       | 鉄道                                | 鉄道                                | 山里亮太（南海キャンディーズ）   | 髙橋ひかる市川紗椰、土屋礼央（RAG FAIR）、西村和彦、鉄道関係で働く人 |
| 279    | 10月24日       | ウレルカモの窓                      | ウレルカモの窓                      | -                                | 大久保佳代子（オアシズ）、陣内智則、野村周平、バカリズム、山崎弘也（アンタッチャブル）青木美沙子、サツマカワRPG、ハナコ、YUKINARI、四千頭身SCANDAL |
| 280    | 11月14日       | 大食いBIG3&クセあり女子アナ2本立て  | 大食いBIG3&クセあり女子アナ2本立て  | 陣内智則、トシ（タカアンドトシ） | 小原尚子、MAX鈴木、ゆりもり薄井しお里、花崎阿弓、堀江聖夏、松原江里佳 |
| 281    | 11月21日       | ドラマ                              | ドラマ                              | 陣内智則                         | 新垣結衣、大塚英治、近藤春菜（ハリセンボン）、中山光一、松田龍平、水田伸生芦田愛菜、松尾貴史、ドラマに関わる人 |
| 282    | 11月28日       | 2018年 ニュースの窓                 | 2018年 ニュースの窓                 | -                                | 陣内智則、山崎弘也（アンタッチャブル）、若槻千夏池谷幸雄、カジサック、貴闘力、堤下敦（インパルス）羽生ゆずれない、モノマネJAPAN |
| 283    | 12月5日        | 番付の窓2                           | 番付の窓2                           | -                                | バカリズム、矢作兼（おぎやはぎ）、山崎弘也（アンタッチャブル）、若槻千夏スギちゃん |
| 284    | 12月13日（木） | ウレルカモの窓2                     | ウレルカモの窓2                     | -                                | 足立梨花、近藤春菜（ハリセンボン）、トシ（タカアンドトシ）、矢作兼（おぎやはぎ）あやまん監督（あやまんJAPAN）、城咲仁、椿彩奈、DOZAN11、8.6秒バズーカーあやまんJAPAN |
| 285    | 12月20日（木） | 世直しの窓                          | 世直しの窓                          | トシ（タカアンドトシ）           | 菊地亜美、バカリズム、古市憲寿、山崎弘也（アンタッチャブル） |
| 286    | 12月26日       | 傑作選                              | 傑作選                              | バカリズム                       | 進藤学 |

| 2019年 | 2019年        | 2019年                                                                 | 2019年                                                                 | 2019年                                     | 2019年 |
| 回     | 放送日時      | テーマ                                                                 | 分析テーマ                                                             | ゲスト・サポートMC・進行                   | ゲスト |
| ------ | ------------- | ---------------------------------------------------------------------- | ---------------------------------------------------------------------- | ------------------------------------------ | --- |
| 287    | 1月10日（木） | 番付の窓3                                                              | 番付の窓3                                                              | -                                          | 陣内智則、土田晃之、バカリズム、ブルゾンちえみ |
| 288    | 1月16日       | ザキヤマを知る人（○○を知る人7）                                        | ザキヤマを知る人（○○を知る人7）                                        | 指原莉乃（HKT48） （中居正広）             | 山崎弘也（アンタッチャブル）伊集院光、岡田圭右（ますだおかだ）、尾竹伸司、塚地武雅（ドランクドラゴン）、土井功輔                                                       |
| 289    | 1月23日       | 一点突破のモノマネ芸人&ナカイの窓にハマらなかった人2本立て（2本立て2） | 一点突破のモノマネ芸人&ナカイの窓にハマらなかった人2本立て（2本立て2） | バカリズム、山里亮太（南海キャンディーズ） | 大山英雄、田島直弥（アイデンティティ）、北条ふとし、ゆうたろう尾形貴弘（パンサー）、初恋タロー（初恋タロー）、ふかわりょう、やまもとまさみ英明、坂本冬休み、まねだ聖子 |
| 290    | 1月30日       | バカな男に教えるイマドキ女子の生態                                     | バカな男に教えるイマドキ女子の生態                                     | 田中みな実                                 | 袴田吉彦、バカリズム、山崎弘也（アンタッチャブル）あさにゃん、伊藤早紀、えみう、小林ひろみ、チャベス愛、西谷麻糸呂、福田真希子、ゆりか                                 |
| 291    | 2月6日        | 覆面の窓7 指原                                                         | 覆面の窓7 指原                                                         | 指原莉乃（HKT48）                          | ブルー、パープル、グリーン、イエロー、ピンク、レッド |
| 292    | 2月13日       | 美人女医2                                                              | 美人女医2                                                              | 矢作兼（おぎやはぎ）                       | 霜降り明星木村好珠、髙田女里、髙橋怜奈、永井真知子、原かやしゅんしゅんクリニックP                                                                                      |
| 293    | 2月20日       | 社長                                                                   | 社長                                                                   | 山里亮太（南海キャンディーズ）             | 朝日奈央一瀬邦夫、國分利治、堀江裕介、前田裕二、米良はるか |
| 294    | 2月27日       | 世直しの窓2                                                            | 世直しの窓2                                                            | 陣内智則                                   | 指原莉乃（HKT48）、バカリズム、ヒロミ |
| 295    | 3月6日        | 最後のスタジオ 酒飲み（お酒大好き4）                                   | 中居を心から愛している人                                               | 山里亮太（南海キャンディーズ）             | 近藤春菜（ハリセンボン）、指原莉乃（HKT48）、トシ（タカアンドトシ）、矢作兼（おぎやはぎ）四千頭身ココロジスト、南條庄助（すゑひろがりず）、森脇健児                    |
| 296    | 3月20日       | 最終回 ハワイ（ハワイ2）                                               | 最終回 ハワイ（ハワイ2）                                               | -                                          | 陣内智則、千賀健永（Kis-My-Ft2）、野呂佳代、バカリズム、山崎弘也（アンタッチャブル）、山里亮太（南海キャンディーズ）ジャガー横田親子、Maya                             |
| 297    | 3月27日       | 最終回 ハワイ（ハワイ2）                                               | 最終回 ハワイ（ハワイ2）                                               | -                                          | 陣内智則、千賀健永（Kis-My-Ft2）、野呂佳代、バカリズム、山崎弘也（アンタッチャブル）、山里亮太（南海キャンディーズ）ジャガー横田親子、Maya                             |

### 特別番組
| 特番（2013 - 2018年） | 特番（2013 - 2018年） | 特番（2013 - 2018年）                     | 特番（2013 - 2018年）          | 特番（2013 - 2018年） | 特番（2013 - 2018年） |
| 回                    | 放送日時              | テーマ                                    | ゲスト・サポートMC             | ゲスト |                       |
| 2013年                | 2013年                | 2013年                                    | 2013年                         | 2013年 |                       |
| --------------------- | --------------------- | ----------------------------------------- | ------------------------------ | --- | --------------------- |
| 1                     | 5月4日 19:00 - 20:54  | 芸能人100人集結!年収&恋愛&私生活一斉調査  | 山里亮太（南海キャンディーズ） | 多数につき省略 |                       |
| 2                     | 9月25日21:00 - 22:48  | 芸能人100人集結!年収&恋愛&私生活一斉調査2 | 山里亮太（南海キャンディーズ） | 多数につき省略 |                       |
| 2014年                |                       |                                           |                                | |                       |
| 3                     | 3月19日19:56 - 22:54  | 芸能人100人集結!年収&恋愛&私生活一斉調査3 | 山里亮太（南海キャンディーズ） | 多数につき省略 |                       |
| 4                     | 8月6日19:56 - 21:54   | 芸能人100人集結!年収&恋愛&私生活一斉調査4 | 山里亮太（南海キャンディーズ） | 多数につき省略 |                       |
| 5                     | 10月8日21:00 - 22:54  | 大物司会者                                | 山里亮太（南海キャンディーズ） | 田中裕二（爆笑問題）、田村淳（ロンドンブーツ1号2号）、所ジョージ、ヒロミ金谷ヒデユキ、西本はるか、BOOMER、森脇健児 |                       |
| 2015年                |                       |                                           |                                | |                       |
| 6                     | 4月8日21:00 - 22:54   | 人気司会者（○○司会者2）                   | ヒロミ                         | ウエンツ瑛士、後藤輝基（フットボールアワー）、坂上忍、中山秀征阿部昌浩（麻布科学実験教室） |                       |
| 7                     | 9月30日21:00 - 22:54  | 伝説のグループ                            | ヒロミ                         | 安倍なつみ、小木茂光、佐藤アツヒロ、真矢（LUNA SEA）、鶴久政治 |                       |
| 7                     | 9月30日21:00 - 22:54  | 軍団対決5                                 | トシ（タカアンドトシ）         | タカ（タカアンドトシ）、おにぎり（ニューロマンス）、おまめサンシロー、春日俊彰（オードリー）、近藤春菜（ハリセンボン）、初恋タロー（初恋タロー）、昼メシくん、和田良太（ラビッツ）小木博明（おぎやはぎ）、飯塚悟志（東京03）、角田晃広（東京03）、鈴木拓（ドランクドラゴン）、千秋                                           |                       |
| 2016年                |                       |                                           |                                | |                       |
| 8                     | 4月6日21:00 - 22:54   | 伝説のグループ2                           | ヒロミ                         | 生駒里奈（当時乃木坂46）、SAM（TRF）、高橋まこと、新田恵利、はたけ（シャ乱Q）、PUFFYチョコレートプラネット |                       |
| 2017年                |                       |                                           |                                | |                       |
| 9                     | 4月5日21:00 - 22:54   | 友達といっしょ2                           | 田村淳（ロンドンブーツ1号2号） | ウエンツ瑛士&三遊亭とむ、神田うの&アンミカ、伍代夏子&藤あや子、陣内智則&紋谷直孝、鈴木拓（ドランクドラゴン）&福田彩乃、瀬古利彦&河村亮（日本テレビアナウンサー）、出川哲朗&中岡創一（ロッチ）、平野ノラ&本橋奈緒、みちょぱ&ちぴたん、山里亮太（南海キャンディーズ）&久保田和靖（とろサーモン）田村亮（ロンドンブーツ1号2号） |                       |
| 2018年                |                       |                                           |                                | |                       |
| 10                    | 1月3日23:00 - 翌0:25  | 覆面の窓5                                 | トシ（タカアンドトシ）         | レッド、ピンク、ホワイト、グリーン、グレー、ブルー、パープル、ブラウン、イエローたーたん |                       |

| 復活特番（2024年） | 復活特番（2024年）    | 復活特番（2024年） | 復活特番（2024年） | 復活特番（2024年） | 復活特番（2024年） |
| 回                 | 放送日時              | テーマ             | ゲスト・サポートMC | ゲスト |                    |
| 2024年             | 2024年                | 2024年             | 2024年             | 2024年 |                    |
| ------------------ | --------------------- | ------------------ | ------------------ | --- | ------------------ |
| 1                  | 12月27日22:00 - 23:24 | 復活SP             | -                  | 陣内智則、山里亮太（南海キャンディーズ）、バカリズム、矢作兼（おぎやはぎ）、近藤春菜（ハリセンボン）、指原莉乃、長田庄平（チョコレートプラネット） |                    |

## ネット局
| 放送対象地域   | 放送局                    | 系列                                         | 放送日時                         | ネット状況 | 脚注                 |
| -------------- | ------------------------- | -------------------------------------------- | -------------------------------- | ---------- | -------------------- |
| 関東広域圏     | 日本テレビ（NTV）         | 日本テレビ系列                               | 水曜日 23:59 - 翌0:54            | 制作局     | 制作局               |
| 北海道         | 札幌テレビ（STV）         | 日本テレビ系列                               | 水曜日 23:59 - 翌0:54            | 同時ネット |                      |
| 青森県         | 青森放送（RAB）           | 日本テレビ系列                               | 水曜日 23:59 - 翌0:54            | 同時ネット |                      |
| 岩手県         | テレビ岩手（TVI）         | 日本テレビ系列                               | 水曜日 23:59 - 翌0:54            | 同時ネット |                      |
| 宮城県         | ミヤギテレビ（MMT）       | 日本テレビ系列                               | 水曜日 23:59 - 翌0:54            | 同時ネット |                      |
| 秋田県         | 秋田放送（ABS）           | 日本テレビ系列                               | 水曜日 23:59 - 翌0:54            | 同時ネット |                      |
| 山形県         | 山形放送（YBC）           | 日本テレビ系列                               | 水曜日 23:59 - 翌0:54            | 同時ネット |                      |
| 福島県         | 福島中央テレビ（FCT）     | 日本テレビ系列                               | 水曜日 23:59 - 翌0:54            | 同時ネット |                      |
| 山梨県         | 山梨放送（YBS）           | 日本テレビ系列                               | 水曜日 23:59 - 翌0:54            | 同時ネット |                      |
| 長野県         | テレビ信州（TSB）         | 日本テレビ系列                               | 水曜日 23:59 - 翌0:54            | 同時ネット |                      |
| 新潟県         | テレビ新潟（TeNY）        | 日本テレビ系列                               | 水曜日 23:59 - 翌0:54            | 同時ネット |                      |
| 静岡県         | 静岡第一テレビ（SDT）     | 日本テレビ系列                               | 水曜日 23:59 - 翌0:54            | 同時ネット |                      |
| 富山県         | 北日本放送（KNB）         | 日本テレビ系列                               | 水曜日 23:59 - 翌0:54            | 同時ネット |                      |
| 石川県         | テレビ金沢（KTK）         | 日本テレビ系列                               | 水曜日 23:59 - 翌0:54            | 同時ネット |                      |
| 福井県         | 福井放送（FBC）           | 日本テレビ系列 テレビ朝日系列                | 水曜日 23:59 - 翌0:54            | 同時ネット |                      |
| 中京広域圏     | 中京テレビ（CTV）         | 日本テレビ系列                               | 水曜日 23:59 - 翌0:54            | 同時ネット | [ 32 ]               |
| 近畿広域圏     | 読売テレビ（ytv）         | 日本テレビ系列                               | 水曜日 23:59 - 翌0:54            | 同時ネット | [ 33 ]               |
| 鳥取県・島根県 | 日本海テレビ（NKT）       | 日本テレビ系列                               | 水曜日 23:59 - 翌0:54            | 同時ネット |                      |
| 広島県         | 広島テレビ（HTV）         | 日本テレビ系列                               | 水曜日 23:59 - 翌0:54            | 同時ネット |                      |
| 山口県         | 山口放送（KRY）           | 日本テレビ系列                               | 水曜日 23:59 - 翌0:54            | 同時ネット |                      |
| 徳島県         | 四国放送（JRT）           | 日本テレビ系列                               | 水曜日 23:59 - 翌0:54            | 同時ネット |                      |
| 香川県・岡山県 | 西日本放送（RNC）         | 日本テレビ系列                               | 水曜日 23:59 - 翌0:54            | 同時ネット |                      |
| 愛媛県         | 南海放送（RNB）           | 日本テレビ系列                               | 水曜日 23:59 - 翌0:54            | 同時ネット |                      |
| 高知県         | 高知放送（RKC）           | 日本テレビ系列                               | 水曜日 23:59 - 翌0:54            | 同時ネット |                      |
| 福岡県         | 福岡放送（FBS）           | 日本テレビ系列                               | 水曜日 23:59 - 翌0:54            | 同時ネット |                      |
| 長崎県         | 長崎国際テレビ（NIB）     | 日本テレビ系列                               | 水曜日 23:59 - 翌0:54            | 同時ネット |                      |
| 熊本県         | くまもと県民テレビ（KKT） | 日本テレビ系列                               | 水曜日 23:59 - 翌0:54            | 同時ネット |                      |
| 大分県         | テレビ大分（TOS）         | 日本テレビ系列 フジテレビ系列                | 水曜日 23:59 - 翌0:54            | 同時ネット | [ 34 ]               |
| 宮崎県         | テレビ宮崎（UMK）         | フジテレビ系列 日本テレビ系列 テレビ朝日系列 | 水曜日 23:59 - 翌0:54            | 同時ネット | [ 34 ] [ 35 ] [ 36 ] |
| 鹿児島県       | 鹿児島読売テレビ（KYT）   | 日本テレビ系列                               | 水曜日 23:59 - 翌0:54            | 同時ネット |                      |
| 沖縄県         | 沖縄テレビ（OTV）         | フジテレビ系列                               | 水曜日 0:30 - 1:25（火曜日深夜） | 遅れネット |                      |

## スタッフ
- 企画・演出：黒川高（日本テレビ）
- ナレーション：平田広明
- 構成：池谷勇太、藤井靖大、カツオ
- TM：望月達史（日本テレビ、第215回 - 、一時離脱→復帰）
- SW：鎌倉和由、吉田健治、松嶋賢一
- CAM：福田伸一郎、田代義昭、寺澤由明、岩永雄允、山田祐一、津野祐一、井出善彦、西阪康史
- MIX：山田値久、池田正義、今野健
- AUD：中村宏美、藤岡絵里子、今野健、大島康彦、瀧健太郎、青山禎矢、亘美千子、齋藤翔太、榊原大輔、寺田恭子、鎌田万由子
- VE：三山隆浩、久野崇文、八木一夫、三崎美貴、斎藤孝行、佐久間治雄、武田健文、海部晃行、伊計大介、岩井聡、有川恭波、平山義典、村山聖
- オープニングCG：アイヴリックスタジオ
- モニター：ジャパンテレビ
- 照明：長谷川剛史、香川照代、荻野谷徹
- CG：古川滋彦、安田朝実
- イラスト：安藤尚美、加藤アンナ
- 美術P：戸苅裕一
- デザイン：田澤奈津美
- 電飾：山崎晃裕
- 大道具：矢口幸二
- 小道具：伊沢英樹
- 衣裳：福井聡
- 編集：増田功紀・小澤章二・村田充（麻布プラザ）
- MA：植木俊彦・大野健志（麻布プラザ）
- 音効：岡田淳一
- 技術協力：NiTRO、ヌーベルバーグ
- 美術協力：日本テレビアート
- ロケ技術：C-UP、EAT
- TK：山沢啓子
- リサーチ：高木美嘉、土屋賢人、堀内大希
- スタイリスト：百瀬豪
- ヘアメイク：山内勝博、川崎まろみ
- AD：千葉淳平、篠崎智美、池上雄哉、中山侑奈、杉本瑞季、豊田侑吏恵、谷田真珠、菅瑠梨、川野葵、竹口晃平、佐藤優里
- 協力：ジャニーズ事務所
- AP：安達流海子
- デスク：兒島理佳子
- ディレクター：武田聡志（NON PRO）、安池薫（THE WORKS）、加藤昌之・吉仲哲也・山口耕平（SION）、磯部修、田中亮、加藤杏（田中・加藤→共に以前は、AD、加藤→一時離脱→復帰）、飛田一充
- 演出：大輪和孝（THE WORKS、以前は、ディレクター）
- プロデューサー：小江翼（日本テレビ、第258回 -）、小塩佳宏（SION）、白石綾子（THE WORKS）、菅沼明子（SION、以前は、AP）
- チーフプロデューサー：東井文太（日本テレビ、第258回 -、以前はプロデューサー）
- 制作協力：THE WORKS、SION
- 製作著作：日本テレビ

### 過去のスタッフ
- TM：江村多加司・新名大作（新名→第168回 - ）・小椋敏宏・今村公威（日本テレビ）
- モニター：太田和明、International Creative
- 美術プロデューサー：林健一、上條宏美、杉山知香
- 電飾：花谷恭介
- 衣裳：中島宏人
- 編集：木村有宏・小市亮・蓮田貴志・岩成伸・鈴木大知（ザ・チューブ）
- MA：櫻井伸二・湯井浩司（ザ・チューブ）
- リサーチ：宮内智弘、秋田美月
- 編成：鈴木淳一、佐藤俊之、植野浩之、炭谷宗佑
- 宣伝：西室由香里
- AD：旦野孝征、松本信子、笠井晶平、佐々木美歩、小山文佳、太崎泰義、森山紗季
- AP：鈴木淳司、好田康智、白砂晃、南谷智恵、出浦寿恵、反り目尚美、田中智子、中村麻衣
- デスク：濱村吏加、大橋真理（大橋→第78回 - ）
- ディレクター：山本雅一（当時THE WORKS、現在テレビ朝日）、山下聖司・奥陽介（奥→第213回 - 第257回）・渡邊文哉（日本テレビ）
- 演出：波多野俊介、栗原利典
- プロデューサー：小澤太郎・杉本光一朗（杉本→第77回まで）・中野裕子（中野→第78回 - 第167回）（日本テレビ）、坂井康世（SION）
- チーフプロデューサー：安岡喜郎（初回 - 第77回）・森實陽三（第78回 - 第257回）（日本テレビ）

#### 復活特番
- ナレーション：平田広明
- 構成：藤井靖大、カツオ、池谷勇太、鈴木遼
- TM：小椋敏宏（日本テレビ）
- SW：松嶋賢一
- CAM：岩永雄允
- MIX：山田値久
- AUD：山田直生
- VE：吉﨑慶
- モニター：ジャパンテレビ
- 照明：長谷川剛史
- CG：古川滋彦
- 美術プロデューサー：上條宏美
- デザイン：田澤奈津美
- 電飾：河野ゆき
- 大道具：赤木直樹
- メイク：小島梨香
- 編集：増田功紀（ヌーベルアージュ）
- MA：植木俊彦
- 音効：岡田淳一
- 技術協力：NiTRO、ヌーベルバーグ
- 美術協力：日テレアート
- TK：山沢啓子
- デスク：兒島理佳子
- スタイリスト：大村淳子
- ヘアメイク：宮下梨沙
- 協力：のんびりなかい
- ディレクター：山口耕平（SION）、安池薫（THE WORKS）、武田聡志（NON PRO）、加藤杏・原彰太（SION）/神邉真希帆、崎凌、関根空瑠美、村井彩夏
- 演出：大納啓汰（日本テレビ）
- 企画：黒川高（日本テレビ）
- プロデューサー：平井杏奈（日本テレビ）、小塩佳宏（SION）、山口敦司（THE WORKS）、菅沼明子（SION）/鵜沼栞、吉田亜美
- チーフプロデューサー：新井秀和（日本テレビ）
- 制作協力：SION、THE WORKS
- 製作著作：日本テレビ